# Aliyah Bet
De Aliyah Bet (Hebreeuws: 'עלייה ב, 'aliyah B') of Ha'apala (העפלה, 'vermetel pogen') was de illegale immigratie van Joden in het mandaatgebied Palestina van 1934 tot 1948. Het overgrote deel van de meer dan 100.000 betrokken immigranten, ook ma'apalim genoemd, was afkomstig uit Europa en maakte de reis per schip.
Als gevolg van aanhoudende onlusten tussen Joden en Arabieren in Palestina legde de Britse mandaatregering de legale immigratie steeds verder aan banden. Door de opkomst van het nationaalsocialisme in Duitsland vluchtten grote groepen Joden naar Palestina en nam de Aliyah Bet zijn aanvang. De zionistische jeugdbeweging HeHalutz en revisionistisch-zionistische groeperingen als de Betar voerden vanaf 1934 de eerste clandestiene reizen over zee uit. In 1939 bracht de Britse regering een witboek uit waarin zij het immigrantenquotum verlaagde naar 75.000, gespreid over vijf jaar. In datzelfde jaar werd de Mossad Le'Aliyah Bet opgericht, een eenheid van de Hagana die de immigraties over zee doeltreffender zou gaan organiseren.
Tijdens de Tweede Wereldoorlog werd de organisatie van de illegale scheepsreizen ernstig bemoeilijkt. De Hagana trof in deze periode voorbereidingen voor de Bricha, de massale migratie van Holocaust-overlevenden. Na de oorlog bereikte de Aliyah Bet zijn hoogtepunt toen meer dan 70.000 Joodse vluchtelingen in overvolle schepen richting Palestina reisden. De Royal Navy onderschepte het grootste deel van de immigranten en deporteerde hen naar interneringskampen in Atlit en Cyprus. In de naoorlogse periode wisten slechts twaalf schepen met ruim tweeduizend immigranten aan boord de Britse blokkade te doorbreken.
Gebeurtenissen als het zinken van de Patria en de Stroema, de La Spezia-affaire in Italië en de deportatie naar Duitsland van de opvarenden op de Exodus 1947, trokken de belangstelling van de internationale pers. De Mossad Le'Aliyah Bet gebruikte die publiciteit in haar voordeel en zette almaar grotere schepen in. Duizenden vluchtelingen werden voor de ogen van de wereld gearresteerd en de publieke opinie keerde zich tegen de Britse mandaatregering. In 1947 riep zij de hulp in van de Verenigde Naties, die besloten tot een verdeling van Palestina in twee onafhankelijke staten. De onafhankelijkheid van de nieuwe Joodse staat Israël werd op 14 mei 1948 afgekondigd. De Aliyah Bet wordt sindsdien herdacht middels exposities, monumenten en tal van cultuuruitingen.

## Etymologie
De Hebreeuwse term aliyah, in het Nederlands ook wel getranslitereerd als alia, is afgeleid van alah (עָלָה), dat letterlijk 'opstijgen', 'omhooggaan' of 'klimmen' betekent. Het is van oorsprong een Tenachische term voor het opstijgen naar een heilige plaats. Palestina is voor Joden het Beloofde Land, het Erets Israel ('Land Israël'), en daarom het heiligste land. De Rabbijnse literatuur adopteerde de term aliyah om de emigratie naar het oorspronkelijke Israël aan te duiden vanuit de verschillende landen van de Joodse diaspora, zoals Egypte, Babylonië en het Assyrische Rijk.
Bet (ב) is de letter B in het Hebreeuws alfabet en staat in de term Aliyah Bet als afkorting voor bilti-legalit (בלתי־ליגאלית), wat letterlijk 'illegaal' betekent. Aliyah Bet is derhalve een codenaam die de feitelijke betekenis moest verhullen: de illegale emigratie naar Palestina. Het is daarnaast een woordspeling; de Joodse gemeenschap in Palestina noemde de legale immigratie zoals toegelaten in het Britse witboek de Aliyah Alef, waarbij Alef (א) staat voor de eerste letter in het Hebreeuws alfabet. Daar de Britse quota te laag waren in de ogen van de zionisten, was de Aliyah Bet het 'Plan B'.

## Voorgeschiedenis (tot 1934)

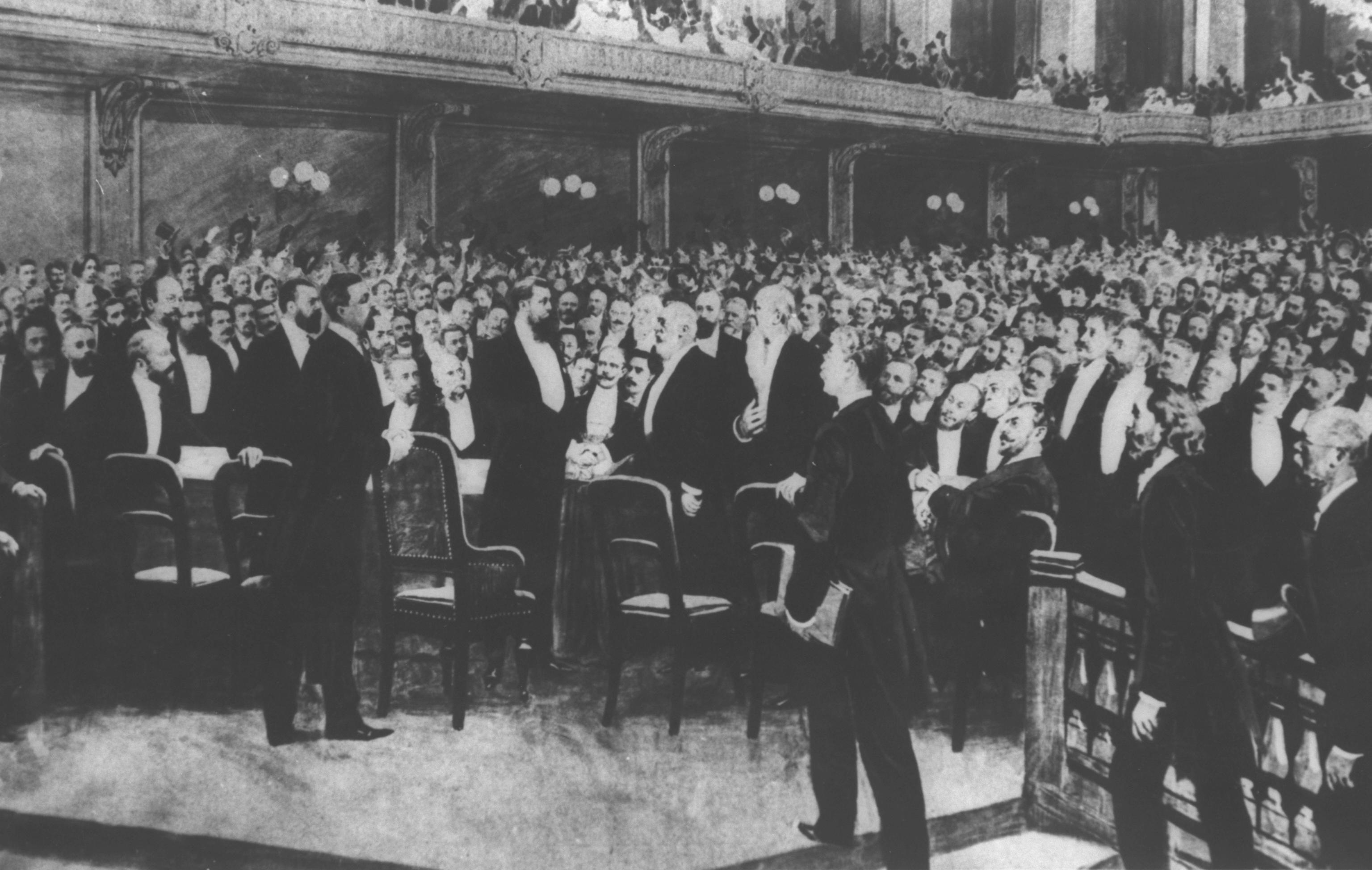
Zitting van het eerste Zionistische Congres in 1897

Volgens de Joodse traditie begon hun diaspora met de val van het koninkrijk Israël in de 8e eeuw v.Chr., gevolgd door die van het koninkrijk Juda in de 6e eeuw v.Chr. In de middeleeuwen hadden de Joden zich verspreid in Europa, het Oostblok en de Arabische wereld. Nadat antisemitisme overal in Europa de kop op had gestoken, maakten kleine Joodse groepen rond 1880 de eerste kleinschalige alia's naar het Ottomaanse Palestina. Zij noemden zichzelf de jisjoev (היישוב: 'nederzetting').
In augustus 1897 werd tijdens het eerste Internationale Zionistische Congres in Bazel een programma aangenomen om in Palestina een Joods thuisland te vestigen. Voor de realisatie van dit doel richtten Theodor Herzl en Nathan Birnbaum de Zionistische Organisatie (ZO) op. In 1908 werd vervolgens de Palestine Zionist Executive opgericht, een onderdeel van de ZO dat was belast met het faciliteren van emigraties naar Palestina, de aankoop van grond en het bepalen van het algemene zionistische beleid. Organisaties als de Bilu, de Hovevei Zion en de HeHalutz richtten agriculturele communes op in Palestina, de eerste voorlopers van de kibboetsen die vanaf 1910 verspreid in het land werden gebouwd.

### Brits mandaatschap

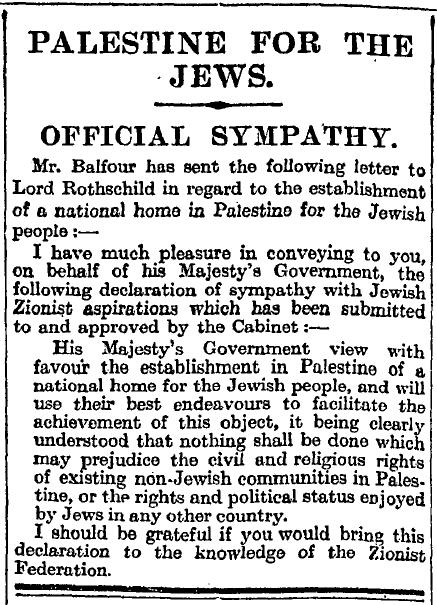
De Balfour-verklaring afgedrukt in The Times, 9 november 1917

Het Ottomaanse Rijk was een van de Centrale mogendheden tijdens de Eerste Wereldoorlog. Met het oog op een eventuele overwinning planden Frankrijk en het Verenigd Koninkrijk in 1916 het toekomstig bestuur van het gebied in het Sykes-Picotverdrag. Zij besloten bij voorbaat dat ze geen onafhankelijk Arabisch bestuur zouden erkennen. Een ander document dat de toekomst van Palestina betrof was de Balfour-verklaring van 2 november 1917. Hierin gaf de Britse regering te kennen dat zij de zionistische plannen voor een "Joods nationaal tehuis" zou ondersteunen, een belofte die resulteerde in een grootscheepse alia van Joden naar Palestina. Zowel het Sykes-Picotverdrag als de Balfour-verklaring strookten niet met eerdere toezeggingen in de Hoessein-McMahoncorrespondentie, een briefwisseling tussen Sir Henry McMahon, de Britse Hoge Commissaris in Egypte, en Hoessein bin Ali, de Sjarief van Mekka. Hierin beloofde McMahon de Arabieren grote gebieden in het Midden-Oosten. Palestina werd hierbij niet uitgezonderd.
Op 10 augustus 1920 werd in het Verdrag van Sèvres het mandaat over Palestina aan het Verenigd Koninkrijk toegekend. In dit verdrag werd de tekst van de Balfour-verklaring letterlijk opgenomen. Aanvankelijk legde het Britse mandaatbestuur geen beperkingen op aan de Joodse immigratie, maar bood de jisjoev ook weinig militaire hulp. Een van de Joodse milities die de kibboetsen beschermde tegen Arabische overvallen was de Hagana (הגנה: 'defensie'). Deze in juni 1920 door de Palestine Zionist Executive opgerichte organisatie zou een belangrijke rol gaan spelen in de Aliyah Bet.

### Eerste restricties op immigratie
Vijandelijkheden tussen Joden en Arabieren leidden in mei 1921 tot gewelddadige onlusten in Jaffa. De Britse regering trachtte het Arabische verzet te temperen door op 3 juni 1922 de Churchill White Paper te publiceren. In dit witboek werden de eerste restricties op de Joodse immigratie gelegd. De Zionistische Organisatie ondernam weinig actie tegen dit nieuwe Britse beleid. Ze'ev Jabotinski stapte in 1923 daarom uit het bestuur en vormde een nieuwe, extremistische factie: het revisionistisch zionisme. In datzelfde jaar richtte hij de jeugdbeweging Betar op en twee jaar later de Palestijnse politieke partij HaTzohar.
Aanvankelijk was het effect van het Britse witboek op de alia's naar Palestina nog minimaal. Mede als gevolg van de economische crisis en toenemend antisemitisme in Polen groeide de jisjoev-bevolking in de periode tussen 1924 en 1929 van 90.000 tot bijna 150.000. Toen de invloedssfeer van het nationaalsocialisme zich uitbreidde naar Oostenrijk en Tsjecho-Slowakije, arriveerde vanaf 1929 een volgende golf Joodse vluchtelingen in Palestina.

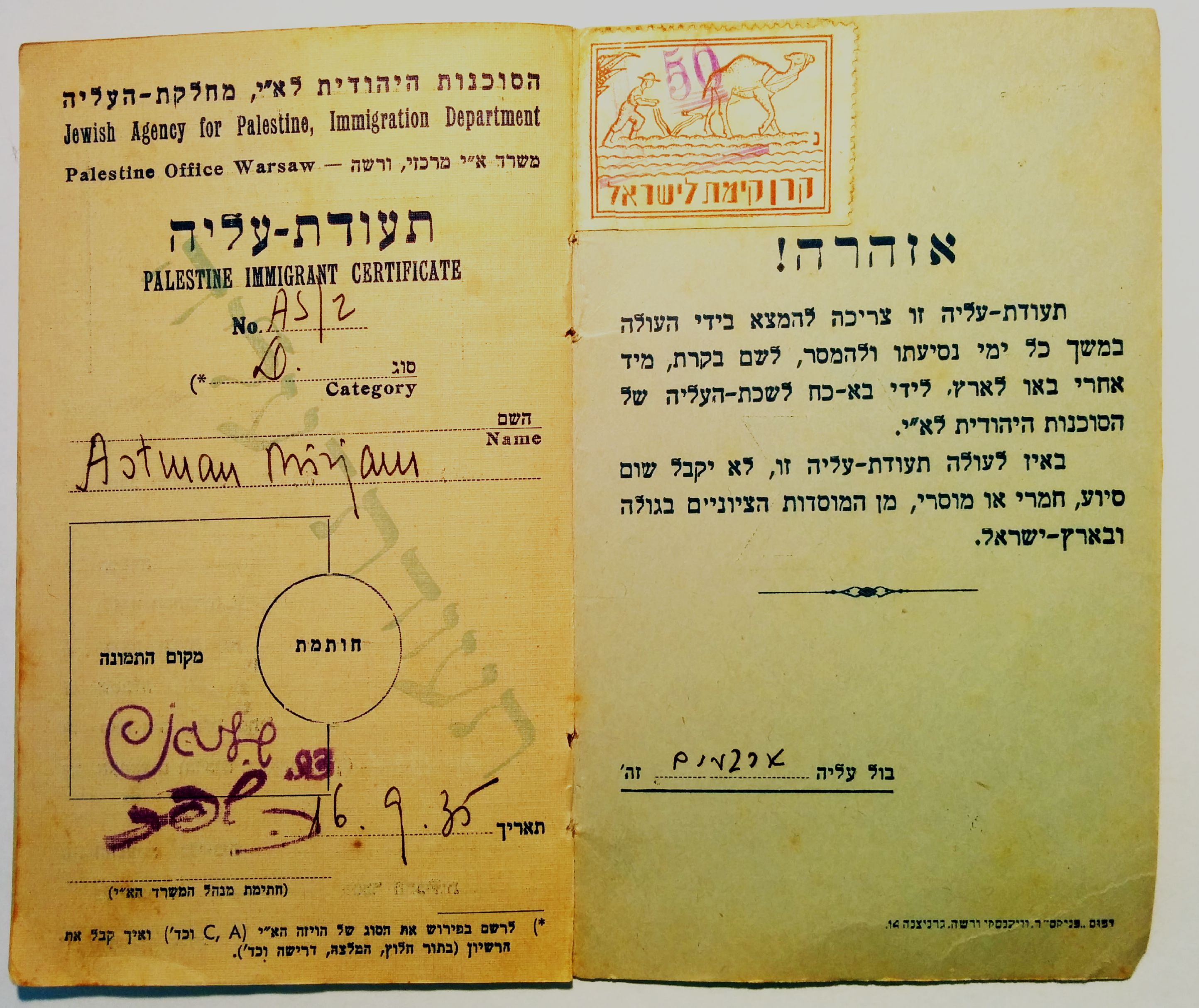
Immigratiecertificaat verstrekt op 16 september 1935 in Warschau door de Jewish Agency for Palestine

Op last van de Britse mandaatregering werd de Palestine Zionist Executive op 11 augustus 1929 gereorganiseerd. Zij veranderde haar naam hierop in de Jewish Agency for Palestine. Nadat de onlusten in Palestina in 1929 een nieuw hoogtepunt hadden bereikt, legden de Britten in de Passfield White Paper van 20 oktober 1930 verdere beperkingen op aan de Joodse immigratie. De Jewish Agency werd aangewezen als de officiële instantie voor de regulering van de immigraties. De Britten bepaalden per half jaar de quota van de certificaten op basis van de behoeftes op de Joodse arbeidsmarkt. Alleen immigranten met een door de Jewish Agency verstrekt immigratiecertificaat werden in Palestina toegelaten, overige immigratie werd beschouwd als illegaal. Ongeveer 20.000 Joden gebruikten daarop toeristenvisa om zich permanent in Palestina te vestigen. Nog eens duizenden werden in het land toegelaten na het sluiten van een schijnhuwelijk.
Teleurgesteld door de gematigde houding van de Jewish Agency tegenover de Arabische oppositie en het Britse mandaatbestuur splitste een grote groep zich af van de Hagana. Onder leiding van Avraham Tehomi vormde zij in 1931 de Etsel. Deze revisionistisch zionistische terreurbeweging voerde onder andere door middel van bomaanslagen actief verzet tegen zowel de Arabieren als de Britten.

## Beginperiode (1934 – 1939)
De bouw van de kibboetsen en de economische groei droegen bij aan een toenemende behoefte aan immigranten. In 1931 werden 350 immigratiecertificaten voor Palestina uitgereikt en in 1932 4500. De Jewish Agency bleef de Britse mandaatregering verzoeken om verhogingen van de quota, waarop in het jaar 1934 meer dan 42.000 certificaten werden verstrekt. Een groot deel van de certificaten werd gebruikt voor de 60.000 Joden die in de periode van 1933 tot 1939 vanuit Duitsland naar Palestina reisden. Deze emigratie was mogelijk door de Ha'avara-Abkommen, een overeenkomst tussen de Jewish Agency en het Duitse Ministerie van Economische Zaken. Deze regeling bleef tot het uitbreken van de Tweede Wereldoorlog van kracht.
Veel Joden beschouwden de Britse quota als ontoereikend en vonden ze bovendien in strijd met de Balfour-verklaring. De jeugdbewegingen HeHalutz en Betar organiseerden de eerste illegale immigraties over zee en hadden tot 1939 het grootste aandeel in de Aliyah Bet. De HeHalutz werkte nauw samen met de socialistisch zionistische Mapai, de voorloper van de huidige Israëlische Arbeidspartij. De revisionistische Betar had onder leiding van Jabotinski een sterk afwijkende kijk op het zionisme. Er was derhalve vrijwel geen samenwerking tussen de twee groeperingen.
In de vooroorlogse periode werden ruim vijftig clandestiene bootreizen gemaakt en bereikten tussen de 17.000 en 24.000 ma'apalim Palestina. Minstens twee derde van hen maakte de reis op schepen van revisionistische groeperingen.

### Eerste reizen in 1934

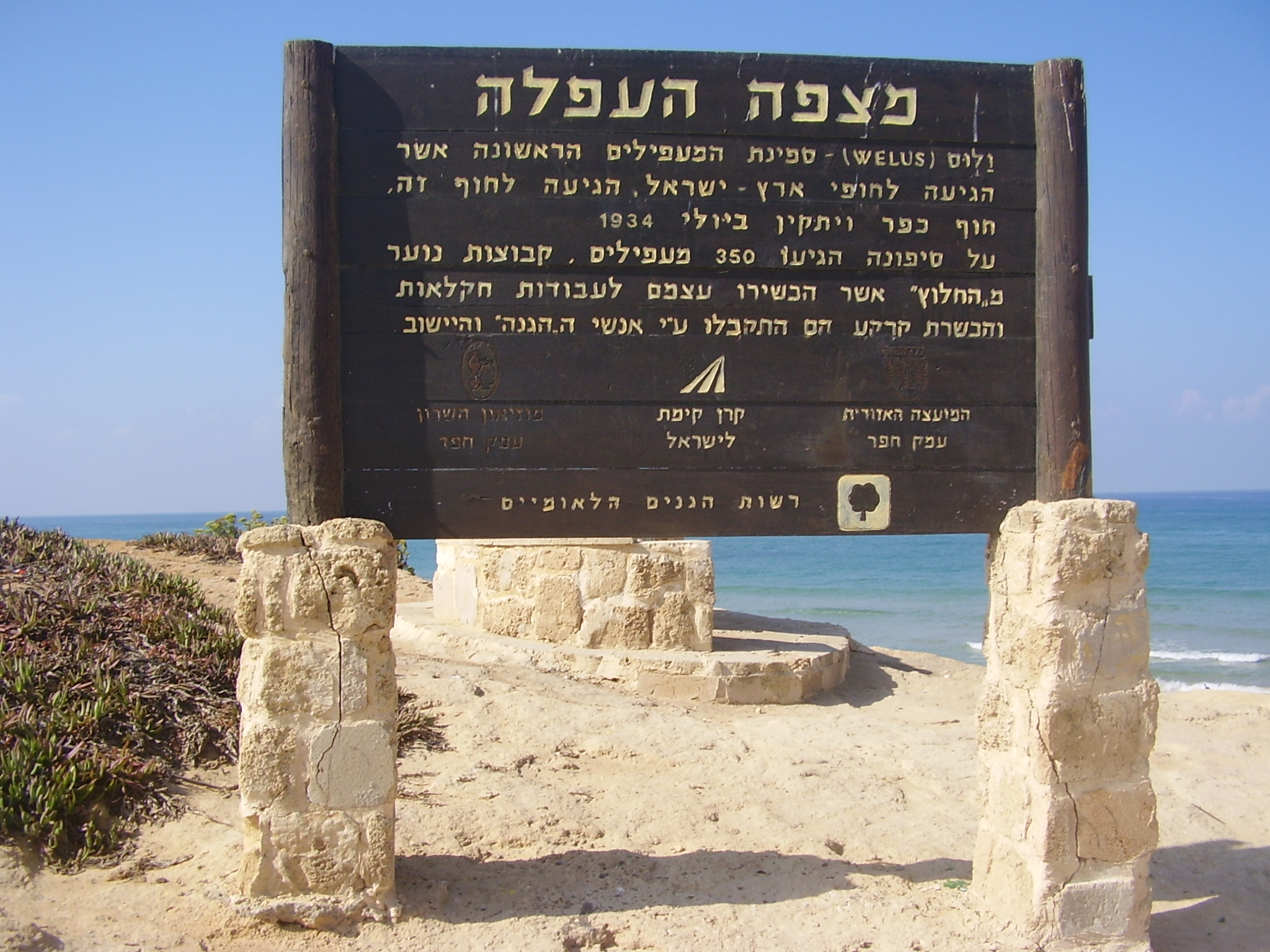
Een monument in Bet Yanay gedenkt de ontscheping van de Velos, het eerste schip in de Aliyah Bet

Aanvankelijk stond de Jewish Agency afwijzend tegenover elke poging om de Britse immigratiewetgeving te ontduiken, uit vrees voor een negatieve invloed op de immigrantenquota. De HeHalutz had echter jonge mensen nodig om haar talrijke kibboetsen te bemannen. Op eigen initiatief organiseerde zij de eerste illegale bootreis naar Palestina en luidde zo het begin in van de Aliyah Bet. Op 26 juli 1934 vertrok de Velos vanuit Griekenland met 350 ma'apalim aan boord en arriveerde op 25 augustus aan de kust bij Bet Yanay. De Jewish Agency gaf de Hagana toestemming om te helpen bij het ontschepen en onderbrengen van de vluchtelingen.
Ze'ev Jabotinski deelde de voorzichtige houding van de Jewish Agency niet. Hij promootte een grootscheepse immigratie naar Palestina, ongeacht welke restricties de Britten hieraan zouden opleggen. De Betar bracht met de Union 117 ma'apalim van Griekenland naar Palestina. Bij aankomst op 28 augustus werden 17 opvarenden door de Britse autoriteiten gearresteerd, de rest wist op het vasteland te ontkomen.
De Velos van de HeHalutz vertrok op 6 september voor een tweede maal naar Palestina, ditmaal vanuit Bulgarije. Op 13 november werd ze voor de Palestijnse kust tegengehouden door schepen van de Royal Navy, waarop het schip naar Griekenland uitweek. De 318 emigranten kregen de kosten van de overtocht door de HeHalutz terugbetaald. Het betekende een grote financiële tegenslag voor de organisatie en het zou vier jaar duren voor zij weer deel zou nemen aan de Aliyah Bet. Ook een door de Betar geplande reis vanuit Gdańsk mislukte, daar het schip reeds in de haven zonk. De Betar trachtte vluchtelingen over het vasteland naar Palestina te smokkelen, maar ook deze poging liep op niets uit. De tegenslagen lokten veel kritiek uit op de illegale reizen binnen de beweging. Ook de Betar schortte haar aandeel in de Aliyah Bet voor een aantal jaren op.

### Hervatting emigraties
Drie factoren droegen bij aan een doorstart van de Aliyah Bet. Allereerst breidde de invloedssfeer van nazi-Duitsland zich steeds meer uit in Europa. Na de dood van staatsman Józef Piłsudski in mei 1935 hanteerde ook de Poolse regering een discriminerend beleid jegens de Joden. Deze ontwikkeling voedde bij veel Europese Joden het verlangen naar Palestina als toevluchtsoord.
Een andere factor was de politiek van de revisionisten. Jabotinski stelde een programma op waarmee hij heel Palestina onder Joodse heerschappij wilde brengen. Voor de realisatie van dit plan was een grote toename van de Joodse bevolking nodig en derhalve een massale immigratie in Palestina. Toen de Zionistische Wereldorganisatie in 1935 Jabotinski's resolutie afwees, brak hij met de organisatie en richtte de Nieuwe Zionistische Organisatie (NZO) op.
In Palestina legden de witboeken nog weinig gewicht in de schaal en was de Britse houding ten opzichte van de illegale immigranten vrij soepel. In 1936 legaliseerde de mandaatregering bijvoorbeeld alle jisjoev die geen geldige papieren bezaten. Een groot deel van de Arabische bevolking was fel gekant tegen de groeiende Joodse populatie en ergerde zich aan de toegeeflijke Britse houding. De groeiende onvrede culmineerde in 1936 in de Arabisch-Palestijnse opstand tegen zowel de Joden als de Britten. Het Arabisch Hoger Comité zette de Arabieren aan tot een algemene staking, demonstraties, het ontduiken van belastingen en een economische boycot van de Joden. Aanslagen op de Joodse nederzettingen namen hand over hand toe en Arabieren pleegden bomaanslagen op pijpleidingen, spoorlijnen en treinen. In een poging om beide partijen tegemoet te komen deed de Britse Peel-commissie op 7 juli 1937 een voorstel om Palestina op te splitsen in een Joodse en een Arabische staat. De Arabische leiders verwierpen dit voorstel, maar voor de Europese Joden werd de hoop op een eigen thuisland verder aangewakkerd.
In maart 1937 lanceerde de Betariet Yisrael Galili zijn operatie Af Al Pi (אף-על-פי); Hebreeuws voor 'Ondanks Alles'. Drie kleine schepen, de Kosta, de Panormitis en de Artemisia, maakten tot de zomer van 1938 vijf reizen vanuit Griekenland en Albanië, waarbij meer dan 660 ma'apalim met de hulp van de Etsel aan land werden gezet. Aangemoedigd door Galili's succes hervatte de HeHalutz haar illegale immigraties en richtte zich daarbij met name op Joden in Polen. Zij boekte vooral succes met de Atrato. Deze voormalige zeesleper van de Russische Marine wist zes keer Palestina te bereiken en bracht met de hulp van de Hagana tweeduizend immigranten aan land.

### Oprichting van het Centrum voor Aliyah

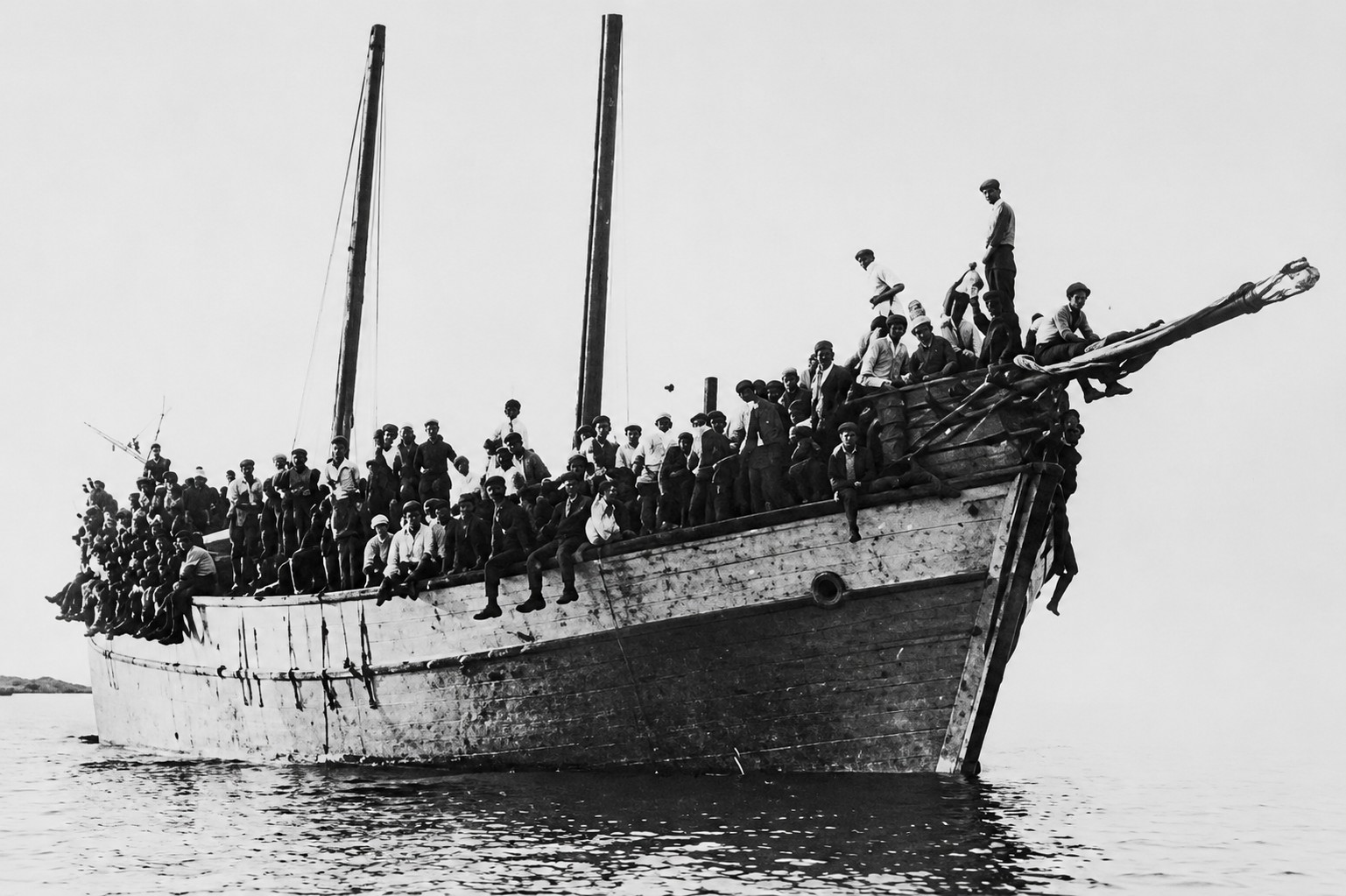
Opeengepakte ma'apalim op het dek van de Aghios Nicolaos

Eind 1938 begonnen individuele revisionisten onafhankelijk van de Betar illegale scheepsreizen te organiseren. In een poging om de krachten van de revisionisten te bundelen richtten de NZO, de Betar, de HaTzohar en de Etsel in februari 1939 het Centrum voor Aliyah (Frans: 'Mercaz Le'Aliyah') op te Parijs. Het samenwerkingsverband richtte zich vooral op Duitse en Oostenrijkse Joden en had veel succes met de Aghia Zoni en de Aghios Nicolaos, die elk 600 ma'apalim Palestina binnen wisten te smokkelen. Verdere pogingen om de organisatie te centraliseren verliepen echter moeizaam. Betaristen en individuele revisionisten hadden onder andere kritiek op het gebrek aan inlevingsvermogen van het bestuur. Volgens hen zou het Centrum alleen geïnteresseerd zijn in bruikbare jonge mensen, maar voorbijgaan aan waar de grootste noodzaak voor emigratie bestond. In 1940 werd het Centrum ontbonden, al bleef de Etsel de revisionisten assisteren bij het ontschepen van de immigranten.

### Oprichting van de Mossad Le'Aliyah Bet
Toen het duidelijk werd dat het verdelingsplan van de Peel-commissie niet van de grond zou komen, liet de Jewish Agency in 1938 haar voorzichtige houding varen en vanaf dan richtte ook zij zich op de Aliyah Bet. De organisatie beschikte over meer financiële middelen dan de HeHalutz en de revisionisten, waardoor de omstandigheden aan boord van de immigratieschepen aanzienlijk zouden worden verbeterd.
De Duitse bezetting van Oostenrijk en Slowakije in maart 1939 zorgde voor een verdere toename van het aantal Joodse vluchtelingen. Om immigraties doeltreffender te kunnen uitvoeren richtte de Hagana op 29 april 1939 de Mossad Le'Aliyah Bet op; de 'Instelling voor Aliyah Bet'. Dit onderdeel zou geleidelijk de werkzaamheden van de HeHalutz overnemen, zodat deze zich weer kon richten op het geven van trainingsprogramma's voor vestiging in Palestina. Shaul Avigur werd aangesteld als het hoofd van de nieuwe Hagana-afdeling. Zijn direct leidinggevende was David Ben-Gurion, voorzitter van het uitvoerend comité van de Jewish Agency en politiek leider van de socialistisch zionistische Mapai. De werkzaamheden van de Mossad Le'Aliyah Bet werden voor een groot deel gefinancierd door de in 1914 opgerichte American Jewish Joint Distribution Committee (JDC).

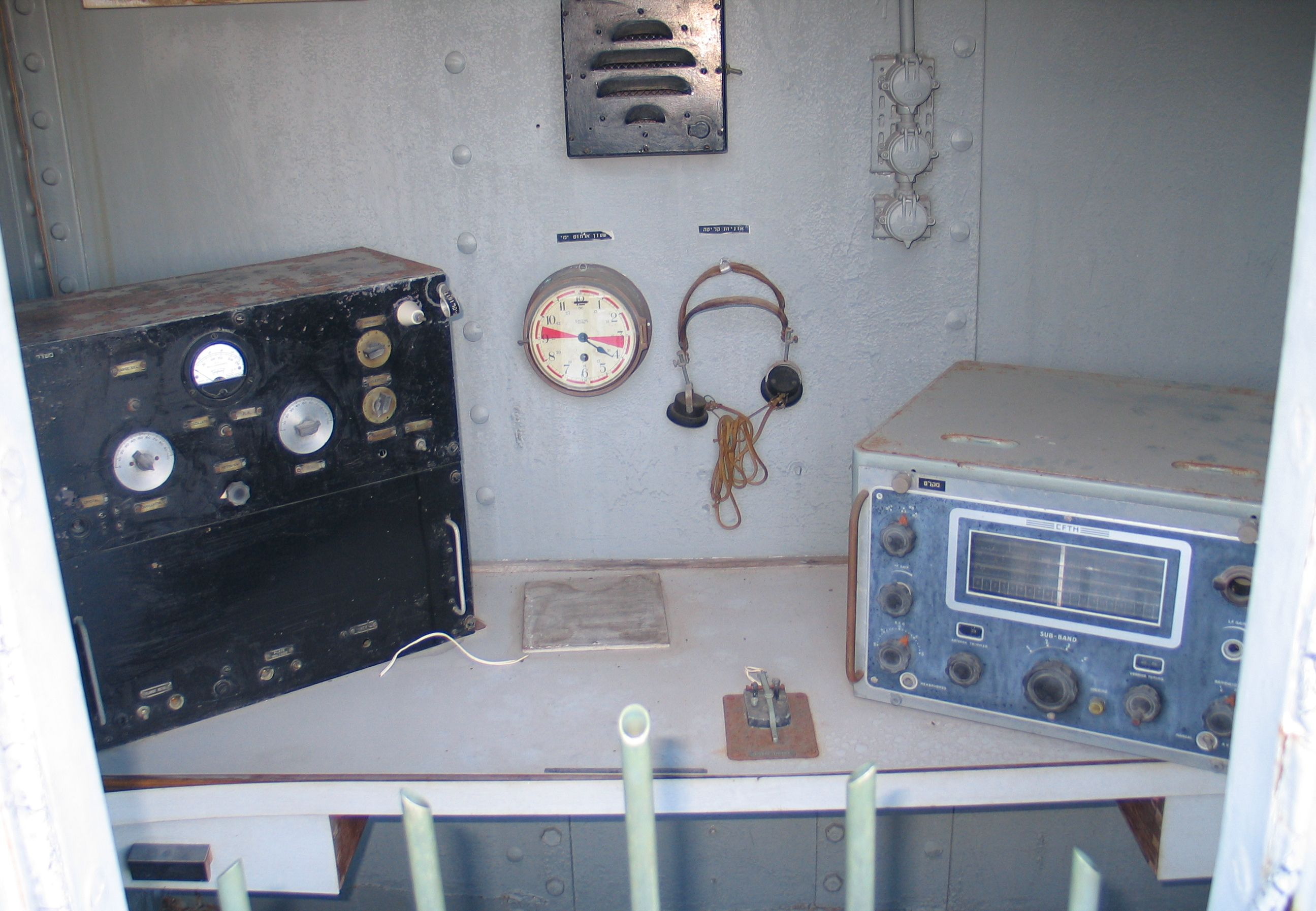
Gideon-installatie met morseseinsleutel aan boord van een schip van de Mossad Le'Aliyah Bet

De Mossad Le'Aliyah Bet had haar hoofdkantoor in Tel Aviv en vestigde bijkantoren in Italië, Griekenland, Frankrijk, Zwitserland, Oost-Europa en de Verenigde Staten. Deze besloegen vaak niet meer dan een of twee kamers in een kantoorgebouw of privéwoning. De werkzaamheden van de Mossad Le'Aliyah Bet omvatten onder andere het kopen en reisklaar maken van schepen, het monsteren van kapiteins en bemanningsleden, het uitkiezen en trainen van immigranten en het opleiden van matrozen van de Hagana als scheepscommandanten en bemanningsleden. Marconisten in dienst van de Hagana, Gideonim genoemd, onderhielden het 'Gideon-netwerk'. Elk immigrantenschip was voorzien van een kleine kortegolfradio waarmee een Gideoni middels morsecodes contact kon onderhouden met de Haganakantoren in Palestina en Europa.

### Aanvullende wetgeving voor immigratie
In 1939 duurde de Arabisch-Palestijnse opstand nog steeds voort. De Britten besloten om middels een witboek een aantal voorwaarden van de Arabieren in te willigen, daar deze in de meerderheid waren en een grotere bedreiging vormden dan de Joden. Premier Neville Chamberlain gaf te kennen: "als we dan een partij moeten beledigen, laten we dan de Joden beledigen in plaats van de Arabieren." Op 23 mei 1939 werd de MacDonald White Paper goedgekeurd door het Britse Lagerhuis. Het idee van verdeling van Palestina in twee afzonderlijke staten werd hierin losgelaten en de mogelijkheden voor grondaankoop door Joden werden sterk beperkt. Het plan was om in 1949 een onafhankelijke staat te creëren met zowel Arabische als Joodse vertegenwoordigers in de regering. Tot die tijd werd het aantal immigratiecertificaten beperkt tot 75.000, verspreid over de periode van 1940 tot 1944. Elk jaar zouden 10.000 immigranten in het bezit van een certificaat worden toegelaten. De overige 25.000 certificaten zouden aanvullend worden verstrekt aan vluchtelingen, op voorwaarde dat de jisjoev adequate voorzieningen voor hun onderhoud konden waarborgen. Kinderen en andere hulpbehoevende personen zouden daarbij voorrang krijgen. Na afloop van de vijf jaar zou verdere immigratie afhangen van de toestemming van de meerderheid van de bevolking, dat wil zeggen, de Arabische bevolking.

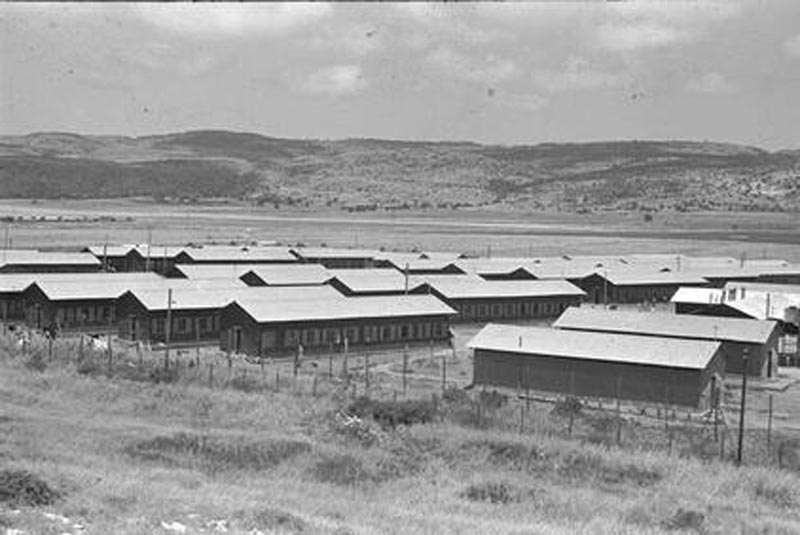
Het interneringskamp Atlit ten zuiden van Haifa

Het witboek werd leidend voor het verdere beleid van het Britse mandaatbestuur. Door de lagere quota verwachtten zij een toename van clandestiene immigraties. In landen met havens aan de Middellandse Zee en de Zwarte Zee oefenden Britse diplomaten druk uit op de regeringen om het vertrek van Joden te verhinderen. De Britten verscherpten het toezicht op de grenzen en de kuststrook van Palestina en bouwden vijftien kilometer ten zuiden van Haifa het interneringskamp Atlit voor de opvang van vluchtelingen. Atlit zou tijdens de mandaatperiode tienduizenden Joden huisvesten. Gevangengenomen immigranten werden gescheiden naar geslacht, maar getrouwde stellen mochten elkaar elke dag een uur bezoeken. In het kamp geboren kinderen kregen de Britse nationaliteit en mochten legaal buiten het kamp worden grootgebracht. De nieuw ingevoerde immigrantenquota werden voor een groot ingevuld door de ma'apalim die periodiek uit het kamp werden vrijgelaten.

### Reacties van de jisjoev
Veel jisjoev beschouwden het uitbrengen van het witboek als een oorlogsverklaring. De Hagana bracht in augustus een Brits patrouilleschip tot zinken en de Etsel concentreerde zijn gewelddadige acties voortaan geheel op het mandaatbestuur. Zowel de revisionisten als de Jewish Agency besloten om de Aliyah Bet onverminderd door te laten gaan. Ben-Gurion opperde het plan om een aantal schepen in het volle daglicht te laten arriveren. Zo zouden de Britten gedwongen worden om voor de ogen van de hele wereld Joodse vluchtelingen de toegang tot Palestina te weigeren.

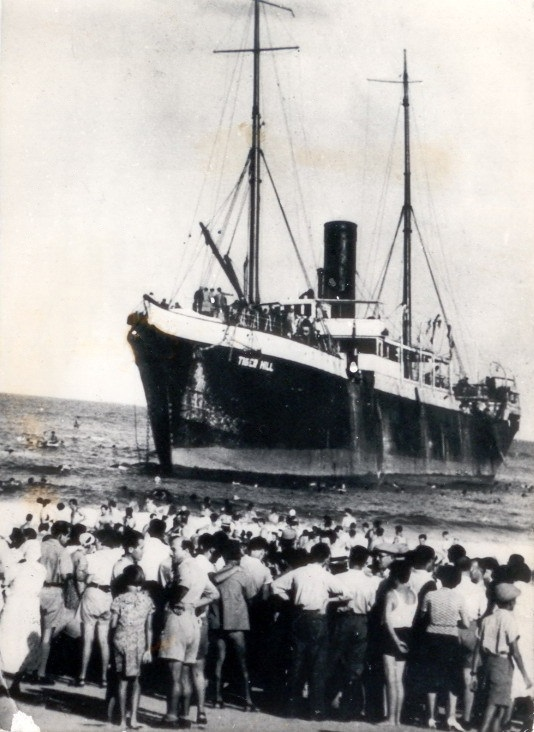
De Tiger Hill gestrand op de kust bij Tel Aviv, 1 september 1939

De verscherping van het toezicht op de immigraties had een aanmerkelijke invloed op het succes van de operaties. De voorheen zo succesvolle Atrato werd op zijn zevende reis naar Palestina op 28 mei 1939 onderschept en de 430 ma'apalim aan boord werden gearresteerd. Hetzelfde lot onderging onder andere de Colorado tijdens zijn vijfde reis in juli. Op 1 september strandde de Tiger Hill op de kust bij Tel Aviv. Dit schip van de Mossad Le'Aliyah Bet had 1417 immigranten aan boord; een nieuw recordaantal. De Britten namen het schip onder vuur en doodden twee van de immigranten.
Sommige schepen hadden meer succes. Het eerste schip dat de Mossad Le'Aliyah Bet inzette was de Dora. Het nam 480 Joodse vluchtelingen aan boord in de havens van Vlissingen en Antwerpen en zette die op 12 augustus in Palestina af. Het waren echter vooral de schepen van de Betar en individuele revisionisten die de blokkades wisten te omzeilen. Tussen het uitbrengen van het witboek en het begin van de Tweede Wereldoorlog smokkelden zij meer dan 2700 immigranten Palestina binnen.

## Tijdens de Tweede Wereldoorlog (1939 – 1945)
Met de inval van Polen door Duitsland op 1 september 1939 begon de Tweede Wereldoorlog; een periode waarin de uitvoering van de Aliyah Bet ernstig werd bemoeilijkt. Veel Europese Joden gaven de hoop op emigratie op nadat ze naar de Poolse getto's waren gedeporteerd. Beschikbare schepen werden zeldzaam, waardoor de normale huur- of koopprijs werd verveelvoudigd. De Britse regering hield vast aan haar immigratiebeleid en wendde haar invloed aan om Joden binnen de grenzen van de geallieerde landen te houden. Na de Italiaanse invasie van Frankrijk werd de Middellandse Zee te gevaarlijk geacht voor geallieerde schepen, waarop de Royal Navy vanaf 22 juni 1940 de haven van Haifa blokkeerde. De enige andere Palestijnse haven van belang was Jaffa, gelegen in een gebied waar vooral Arabieren woonden. Illegale immigrantenschepen waren derhalve genoodzaakt om hun passagiers op het strand af te zetten.
De nazi's streefden een judenreines Reich ('jodenvrij rijk') na. In de eerste oorlogsjaren achtten zij de middelen om dit doel te bereiken nog van secundair belang. Sinds augustus 1938 werd de emigratie van Joden uit Duitsland gereguleerd door de Zentralstelle für jüdische Auswanderung (ZfjA; 'Centraal Bureau voor Joodse Emigratie'). Duitsland hielp zo op kleine schaal mee aan de Aliyah Bet, al hadden de zionisten geen zeggenschap in de immigrantenselectie.

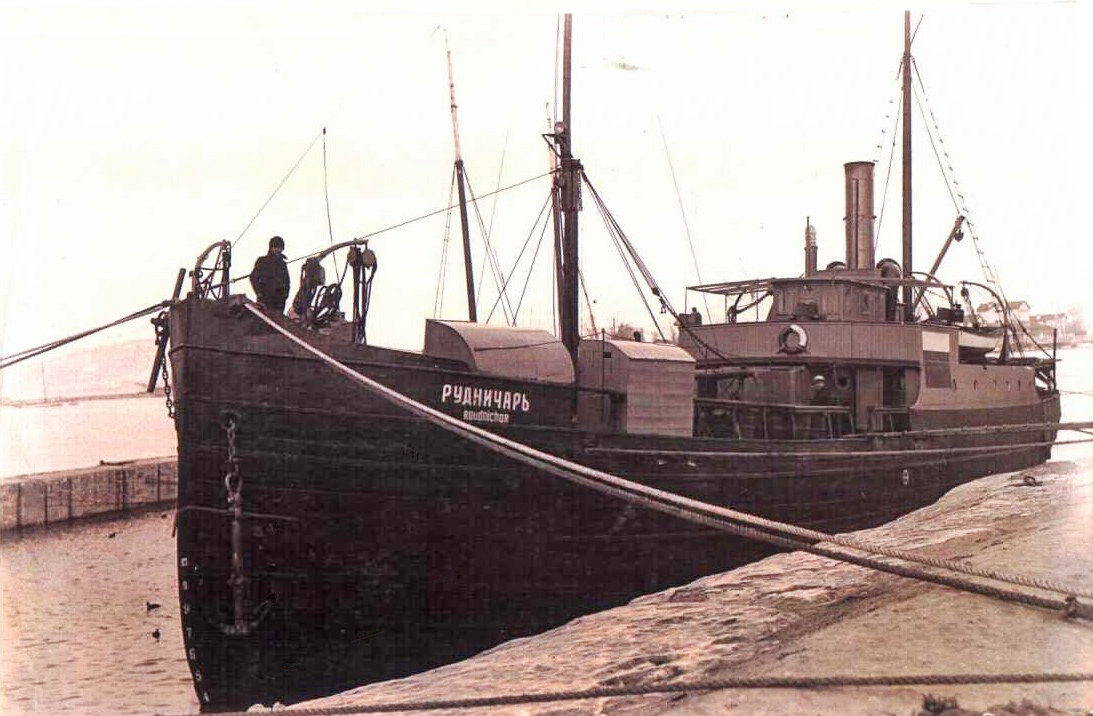
De Rudnitchar was voor zover bekend het enige immigrantenschip dat tijdens de Tweede Wereldoorlog ongemerkt de Palestijnse kust bereikte

Ten minste 50.000 Joden wisten tijdens de oorlog Palestina te bereiken. Meer dan 16.000 deden dit clandestien, maar werden meestal gearresteerd en in kampen als Atlit gevangengezet. Enkele schepen waren in een dermate slechte staat dat ze er niet in slaagden om Palestina te bereiken. Andere schepen zetten hun passagiers af in Turkije, vanwaar ze hun reis te voet of per trein vervolgden. Voor zover bekend was de Rudnitchar van de Betar het enige schip dat erin slaagde om voorbij de Britse blokkade te geraken. In drie reizen smokkelde het ruim 1300 ma'apalim Palestina binnen.
Ondanks het immigratiebeleid namen meer dan 30.000 Palestijnse Joden dienst in het Britse leger. Zij wilden militaire ervaring opdoen voor de strijd tegen de Arabieren. Bovendien hoopten zij dat hun vrijwillige deelname in het leger een positieve invloed zou hebben op het immigratiebeleid. Ben-Gurion vatte het voornemen van de jisjoev in september 1939 als volgt samen: "Wij zullen in de oorlog vechten aan de zijde van Engeland, alsof er geen witboek was, en wij zullen vechten tegen het witboek alsof er geen oorlog was."

### Sabotage van dePatria

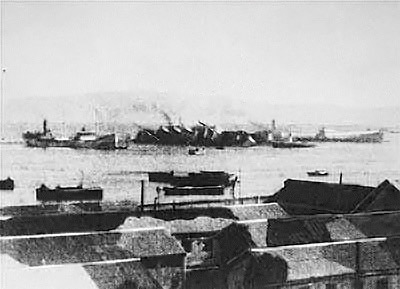
De zinkende Patria in de haven van Haifa

In de herfst van 1940 vervoerden schepen van de ZfjA 3600 Duitse Joden via de Donau naar Roemenië. De vluchtelingen werden vervolgens ingescheept op de Pacific, de Milos en de Atlantic van de Mossad Le'Aliyah Bet. In oktober vertrokken de drie schepen vanuit Sulina naar Palestina. De Pacific kwam op 1 november als eerste in de Palestijnse kustwateren aan, twee dagen later gevolgd door de Milos. Britse patrouilleschepen onderschepten beide schepen om ze vervolgens te escorteren naar Haifa. Het kamp in Atlit had onvoldoende capaciteit voor de duizenden immigranten. Daarom besloot de Hoge Commissaris voor Palestina Harold MacMichael op 20 november om de opvarenden onder te brengen in een interneringskamp in Brits-Mauritius.
Het nieuws van de deportatie naar een kamp dat zich duizenden kilometers van Palestina bevond zorgde voor veel onrust onder de jisjoev. Zij hielden een algemene staking in Haifa, maar dit had geen effect op het besluit van MacMichael. Nadat de ma'apalim aan boord van de voormalige Franse oceaanlijner Patria waren gebracht, arriveerde op 24 november de Atlantic. De Britten overmeesterden het schip en brachten en een groot deel van de opvarenden aan boord van de Patria.
Op de ochtend van 25 november ontplofte een door de Hagana geplaatste bom aan boord van de Patria. Het doel was om het schip zodanig te beschadigen dat het voor reparatie in Haifa moest blijven. In de zo gewonnen tijd wilde de Jewish Agency proberen om de Britten over te halen van de deportatie af te zien. De romp van de Patria was echter in een slechtere staat dan de Hagana had berekend. De bom scheurde de scheepswand open, waarop het schip kapseisde en zonk. 209 opvarenden stierven en 172 raakten gewond.
De bomaanslag trok de aandacht van de internationale pers, maar het was niet duidelijk welke organisatie verantwoordelijk was. In Haifa voerden de jisjoev een grootscheepse campagne om de resterende gevangenen vrij te laten. De Britse mandaatregering, die zich nu geplaatst zag tussen de Arabische oppositie en de aandacht van de media, besloot tot een compromis. Ze liet de overlevenden van de Patria in Palestina vrij, maar liet de resterende 1584 opvarenden van de Atlantic alsnog naar Mauritius deporteren. Het bleef de enige deportatie naar een afgelegen kolonie.

### Lotgevallen van deStroema

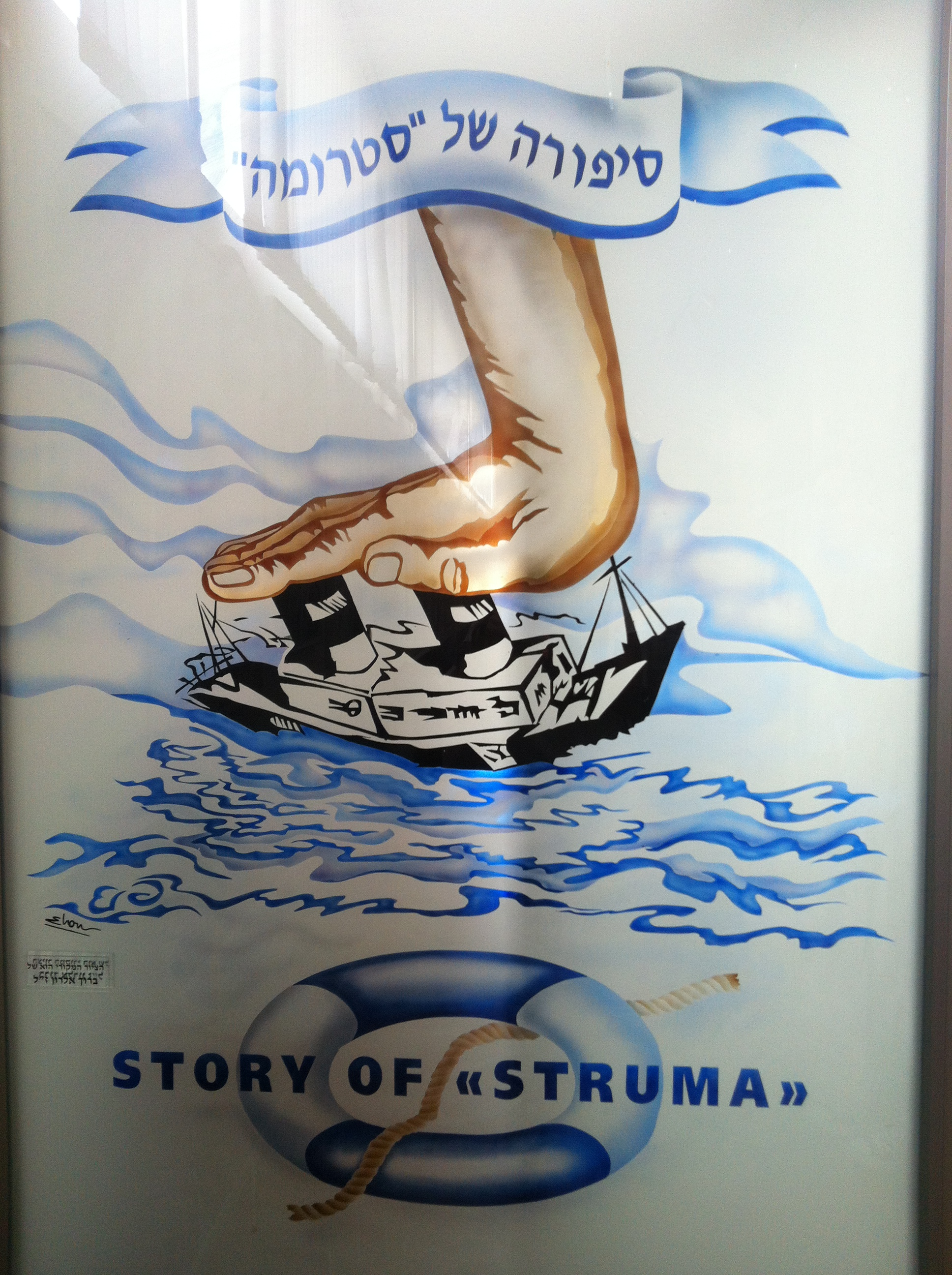
Herdenkingsaffiche van de aanslag op de Stroema

Ook de reis van de Stroema trok wereldwijd de aandacht. Aanvankelijk had de Mossad Le'Aliyah Bet dit Bulgaarse schip op het oog. De organisatie had echter een groot aantal tegenslagen gehad. Na het zinken van de Patria had zij de Darien II ingezet, maar ook dit schip werd op 19 maart 1941 door de Britten onderschept. De Mossad Le'Aliyah besloot daarop haar overzeese operaties geruime tijd op te schorten. Eind 1941 charterden de HaTzohar en de Betar de Stroema om Joden te helpen ontkomen uit het door de Duitsers bezette Roemenië. Het schip had een capaciteit voor 250 passagiers, maar er werden meer dan 750 ma'apalim ingescheept.
De Stroema vertrok op 12 december vanuit de haven van Constanța. Omdat de dieselmotor niet startte, sleepte een sleepboot het schip de haven uit en liet het op volle zee achter. Na vergeefse pogingen om de motor te repareren liet de bemanning de volgende ochtend de sleepboot terugkeren. De motor werd vervolgens gerepareerd in ruil voor de trouwringen van de Joodse immigranten. Op 16 december kreeg de Stroema nogmaals motorpech voor de kust van Turkije. Het schip werd voor reparatie naar Istanboel gesleept, waar het werd opgemerkt door de Britten. Diplomaten onderhandelden met de Turkse regering over het lot van het schip, terwijl de ma'apalim gedwongen werden om aan boord te blijven.
Uiteindelijk besloot de Turkse regering om het schip de Zwarte Zee op te slepen. Op 23 februari 1942 werd het met een defecte motor achtergelaten voor de kust van Şile. De volgende dag torpedeerde een Russische onderzeeboot het schip. De negentienjarige immigrant David Stoliar was de enige die de ramp overleefde.
Zowel de gebeurtenissen rond de Patria als de lotgevallen van de Stroema droegen bij aan een toename van guerrilla-acties van de Etsel en de Lechi, een terroristische militie die zich in 1940 van de Etsel had afgesplitst. Ook de Betar richtte zich na de Stroema-ramp volledig op aanslagen op de Britten.

### Herziening van het zionistisch beleid
Met de aanvang van de Endlösung staakte de ZfjA in het voorjaar van 1942 haar samenwerking bij de emigraties. De situatie voor de Europese Joden werd steeds nijpender, maar de Britten hielden vast aan hun immigratiebeleid. Steeds meer zionisten raakten ervan overtuigd dat er van de kant van de Britten weinig hulp viel te verwachten. Van 6 tot 11 mei 1942 belegden zij de Biltmoreconferentie in New York, een bijeenkomst die een grote invloed op de Aliyah Bet zou hebben. Onder de zeshonderd gedelegeerden waren diverse zionistische leiders aanwezig, zoals Ben-Gurion en Chaim Weizmann, president van de Zionistische Organisatie. Er werd een programma voorgelegd waarin de MacDonald White Paper van 1939 werd afgewezen. Palestina zou een onafhankelijke Joodse republiek moeten worden, zonder bemoeienissen van het Britse rijk. Dit herziene beleid week sterk af van de traditionele zionistische politiek. Daarin stond de vestiging van Joden in Palestina centraal, niet hun heerschappij. De Pro-Britse Weizmann uitte zijn twijfels, maar het Biltmoreprogramma werd aangenomen als het nieuwe officiële standpunt van de zionistische beweging. In navolging van het nieuwe beleid stelde Ben-Gurion voor om een massale immigratie van twee miljoen Joden in Palestina te realiseren.

### Over het vasteland van Turkije

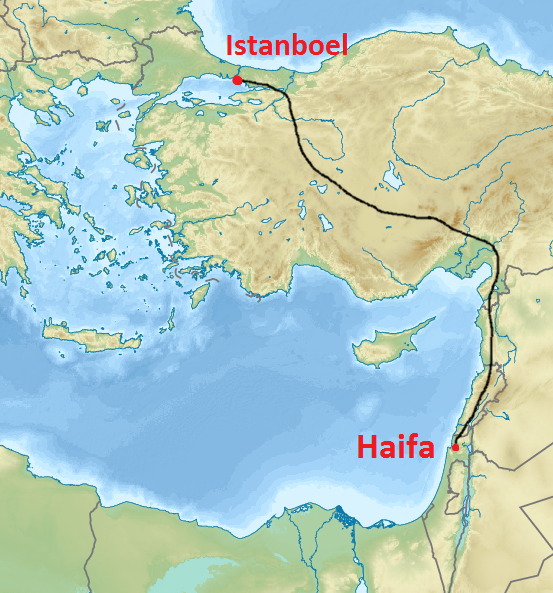
Route over het vasteland van de tien door de Mossad Le'Aliyah Bet georganiseerde reizen in 1944

In de jaren 1940 tot 1942 reisden ruim 5000 Joden legaal naar Palestina via het vasteland van Turkije en Syrië. Toen in december 1942 berichten van de Holocaust de geallieerde landen hadden bereikt, waren nog 34.000 van de 75.000 immigratiecertificaten over. De Britse regering bepaalde in februari 1943 dat deze vooral moesten worden gebruikt voor Joodse kinderen in het zuidoosten van Europa. Veel Joden die een certificaat ontvingen waren echter niet in staat om Palestina te bereiken. De Britse regering trof daarop regelingen dat elke Joodse vluchteling die gedurende de oorlog een neutraal land wist te bereiken, vanaf juni 1943 van de landsregering een immigratiecertificaat uitgereikt kreeg. In datzelfde jaar kwamen 1352 Joden legaal via Turkije Palestina binnen.
Na deze Britse concessie besloot de Mossad Le'Aliyah Bet om haar emigraties naar Palestina te hervatten. In 1944 gingen de Hagana en de JDC een samenwerkingsverband aan met de War Refugee Board, een Amerikaanse hulporganisatie die was opgericht door de Executive Office of the President. Vanaf maart 1944 ondernamen genoemde organisaties met negen schepen van de Mossad Le'Aliyah in totaal elf reizen naar Istanboel. Eén schip, de Mefkure, zonk nadat een Russische onderzeeboot het had getorpedeerd. Van de meer dan 300 opvarenden overleefden slechts elf personen de ramp. De overige schepen zetten 3350 Joden af aan de Turkse kust, die hun reis naar Palestina met de trein vervolgden. In totaal reisden 6800 Joodse immigranten in 1944 legaal via Turkije naar Palestina. Aan het einde van het jaar stopte de Turkse regering met het uitreiken van de certificaten.

### One Million Plan
Toen de omvang van de Holocaust duidelijk werd, veranderde Ben-Gurion in 1944 zijn beoogde aantal immigranten naar één miljoen, in een bestek van anderhalf jaar. Nadat het zogeheten 'One Million Plan' op 24 juni 1944 aan de Jewish Agency was voorgelegd, trof deze samen met de Hagana en een groot aantal Amerikaanse zionistische organisaties voorbereidingen voor een grootscheepse immigratie van Joodse Holocaust-overlevenden. Ben-Gurion zei hierover in een toespraak:

Als het eind van de Tweede Wereldoorlog komt, zal dat niet het eind van onze oorlog zijn. Na de nederlaag van de nazi's wordt het onze hoogste plicht om tot het uiterste te gaan teneinde al wat de Duitsers van de verschillende Joodse gemeenschappen hebben overgelaten te redden. Wij zullen deze overlevenden openlijk of heimelijk dwars door zwaar door de oorlog geteisterde landen en over grenzen naar de zee moeten leiden, en vandaar naar de kust van hun vaderland, opdat wij diegenen van ons volk die in leven zijn gelaten op de schouders naar huis kunnen dragen.
— David Ben-Gurion

## De Bricha (1945 – 1948)

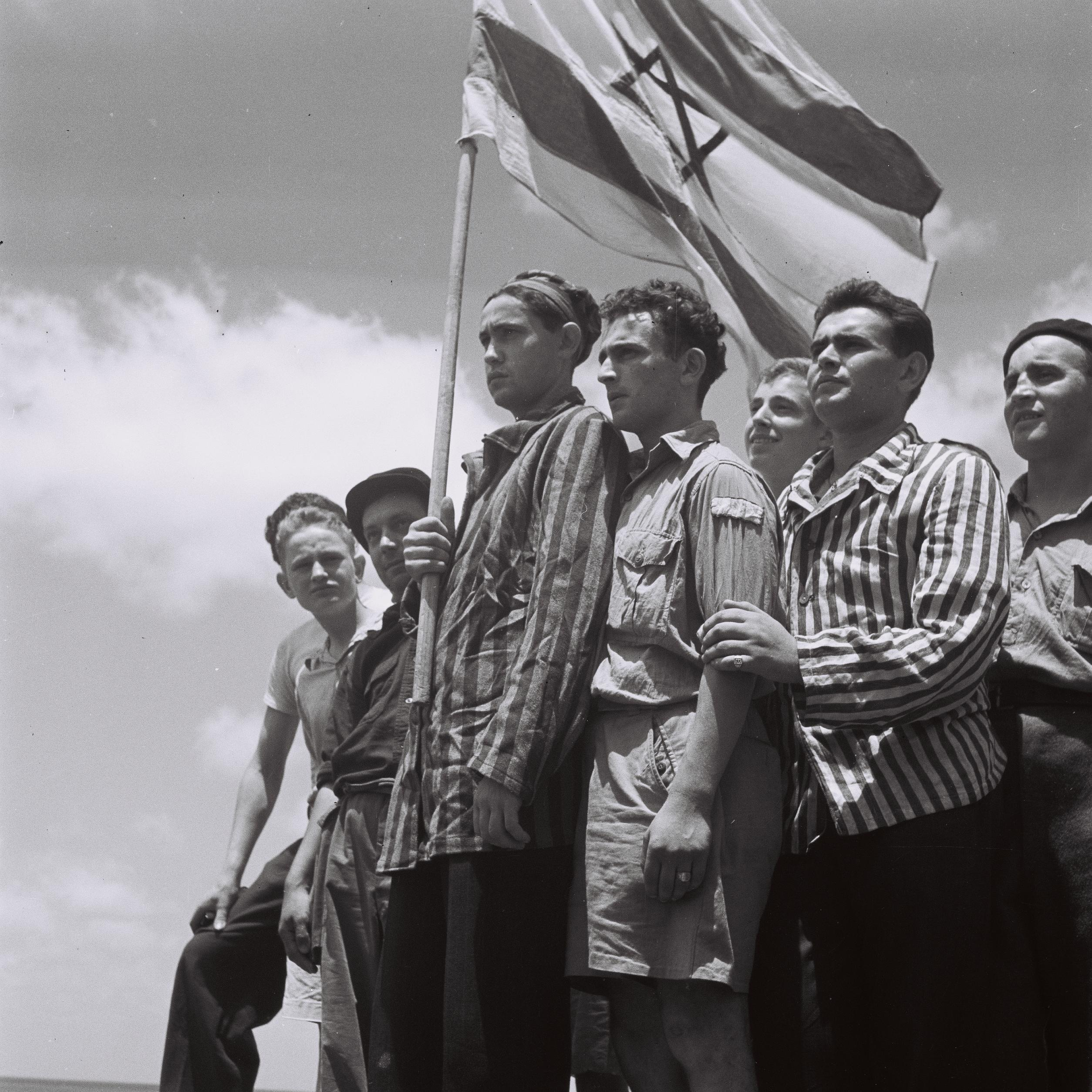
Op 15 juli 1945 arriveerde de Mataroa met overlevenden van Buchenwald aan boord. De Britten arresteerden diegenen die geen immigratiecertificaat hadden.

Met het terugtrekken van de Duitsers stuitten de geallieerde legers in de zomer van 1944 op de concentratiekampen in Oost-Europa. In de chaos tijdens de bevrijding hielden de soldaten nauwelijks bij hoeveel Joden de kampen hadden overleefd. Schattingen van het aantal Europese Joden die na de oorlog nog in leven waren lopen uiteen van de 1,5 tot 3,6 miljoen. De woningen en bezittingen van veel Oost-Europese Joden waren tijdens de oorlog geconfisqueerd of verwoest en in Polen en Oekraïne waren antisemitische groeperingen actief. Vanaf het einde van 1944 trokken Holocaust-overlevenden daarom weg uit Oost-Europa. Joden noemden deze migratiestroom de Bricha (בריחה), Hebreeuws voor 'ontsnapping' of 'vlucht'. De emigranten vonden asiel in Italië en de geallieerde bezettingszones in Duitsland en Oostenrijk, waar minstens 150.000 van hen werden gehuisvest in DP-kampen (kampen voor displaced persons). De JDC en de United Nations Relief and Rehabilitation Administration (UNRRA) voorzagen deze kampen van voedsel, kleding en andere hulpgoederen. De gevolgen van het uitroeiingsbeleid tijdens de Holocaust waren in de DP-kampen goed zichtbaar. Er waren vrijwel geen kinderen en bejaarden en meer dan de helft van de Joodse ontheemden was tussen de 17 en 39 jaar oud.
In de herfst van 1945 maakte Ben-Gurion een rondreis langs de DP-kampen in Duitsland. Het idee van Palestina als een onafhankelijke Joodse staat en toevluchtsoord voor de ontheemden vond veel navolging. In een aan het begin van 1946 gehouden enquête gaf meer dan 95 procent van de Joodse ontheemden de wens te kennen om naar Palestina te emigreren. Nog voor zijn terugreis gaf Ben-Gurion aan Shaul Avigur instructies om Joden die naar Palestina wilden reizen te verzamelen in de Amerikaanse bezettingszones. Daar de Amerikanen geen boodschap hadden aan het Britse immigratiebeleid, openden zij de grenzen voor de vluchtelingen.
Voor de legale immigratie naar Palestina waren aan het einde van de oorlog nog 10.938 immigratiecertificaten beschikbaar. 1320 hiervan werden gebruikt voor de gedeporteerde Joden die na de oorlog in Mauritius waren vrijgelaten. Omdat de vijf jaar zoals beschreven in het witboek van 1939 waren verstreken, stemde de Britse Labour Party voor een intrekken van het witboek en het stichten van een Joodse staat in Palestina. Minister Ernest Bevin van Buitenlandse Zaken weigerde dit echter. In plaats daarvan werd bepaald dat elke maand 1500 van de resterende certificaten zouden worden uitgereikt. De Sh'erit ha-Pletah ('Overlevend overblijfsel') en andere groeperingen van overlevenden protesteerden tegen deze Britse quota en wilden een herziening van het immigratiebeleid. Bevin bleef echter bij zijn besluit, wat resulteerde in een verdere toename van terreuracties van de Etsel en de Lechi.
De naoorlogse periode was mede dankzij de Bricha en het One Million Plan de belangrijkste fase in de Aliyah Bet. Het grootste deel van de ma'apalim was afkomstig uit Europa en reisde over zee. In 66 bootreizen vervoerden 58 immigratieschepen ruim 70.000 ma'apalim richting Palestina. De Mossad Le'Aliyah Bet had hierin het exclusieve aandeel, met uitzondering van de door de Etsel georganiseerde reis van de Ben Hecht. Slechts twaalf schepen wisten de Britse blokkade te doorbreken. Zij smokkelden gezamenlijk ruim 2100 Joden Palestina binnen.

### Organisatie
De eerste etappes in de Aliyah Bet werden voornamelijk uitgevoerd door de Joodse Brigade en andere Palestijnse Joden die dienst hadden genomen in het Britse leger. Zij gingen actief op zoek naar Joden die naar Palestina wilden trekken en begeleidden hen naar de kampen in de Amerikaanse bezettingszone. De keuze van kandidaten voor de Aliyah Bet werd gewoonlijk overgelaten aan de organisaties van Holocaust-overlevenden. Wanneer een groep ma'apalim was samengesteld, brachten de Joodse soldaten hen naar de kust van de Middellandse Zee of de Zwarte Zee. Zij gebruikten daarbij hun militaire ervaring en connecties om de vluchtelingen langs de diverse grensposten te smokkelen. Een groot aantal maakte de reis in Britse legervoertuigen, waarbij sommige vluchtelingen zich vermomd hadden als Britse soldaten. De ma'apalim die in Italië arriveerden, werden overgedragen aan de HaChavura ('De Bende'), een groepering van Joden in het Britse leger die tevens lid waren van de Hagana.

#### Vertrekpunten
Aan de kust ontfermden de Palyam zich over de vluchtelingen. Deze marineafdeling was eind 1943 opgericht als onderdeel van de Palmach, de elitestrijdkracht van de Hagana. Palyamnikim brachten de vluchtelingen onder in provisorische tentenkampen en gaven hen training als voorbereiding op de uitdagingen aan boord van een immigrantenschip.

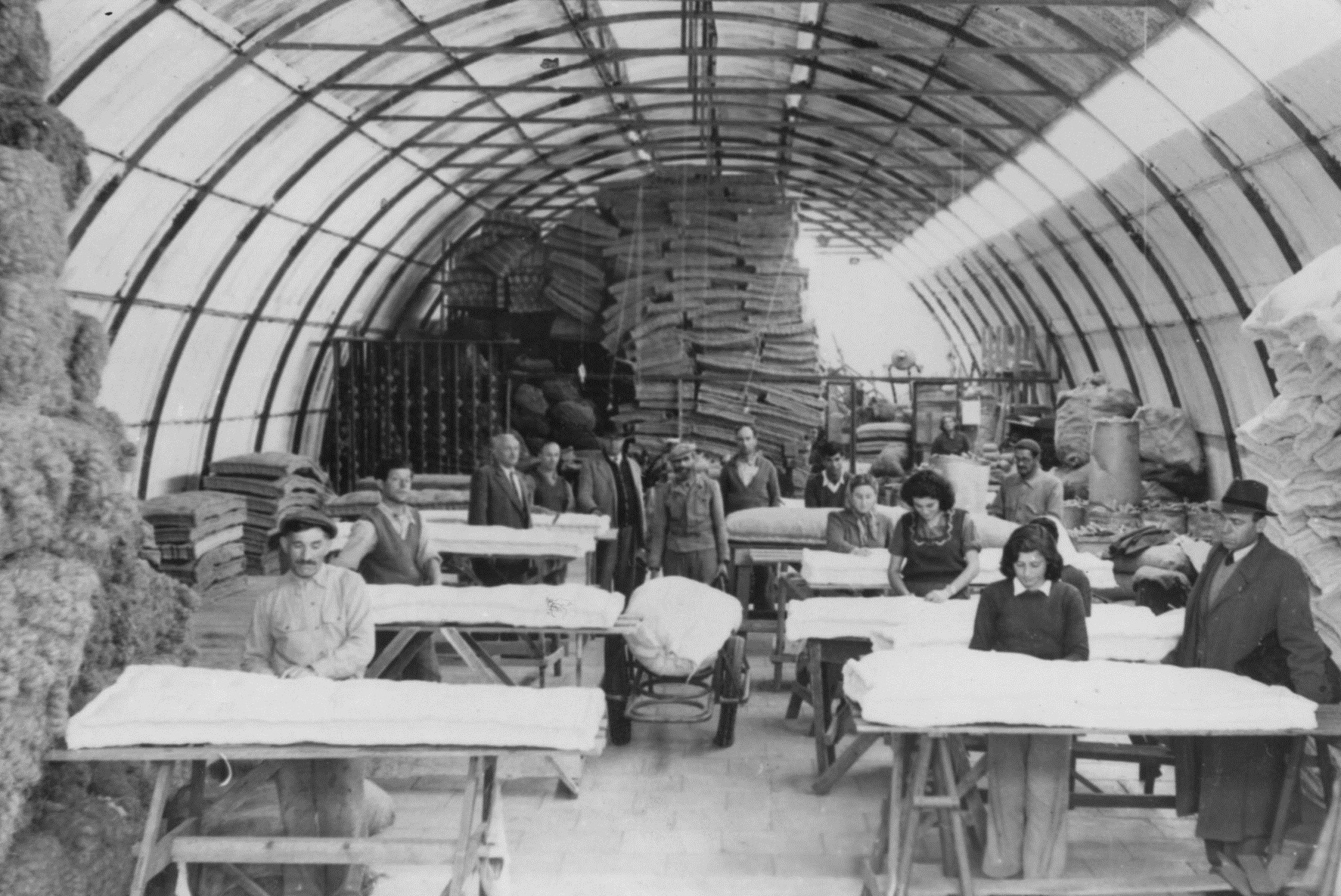
Shaul Avigur (rechts) in een Italiaanse werkplaats van de Mossad Le'Aliyah Bet

Rond de havens waren woningen ingericht als hoofdkwartieren van de Mossad Le'Aliyah Bet. In een groot aantal havens had de organisatie werkplaatsen en magazijnen in gebruik die de schepen voorzagen van proviand, brandstof en andere voorzieningen. Veel van deze magazijnen bevatten wagenparken die voor een aanzienlijk deel bestonden uit gestolen Britse legervoertuigen.
De voornaamste uitvalsbasis was Italië, met zijn lange kustlijn, talrijke havens, centrale ligging en gunstige politieke situatie. Na het fascistische bewind van Mussolini was het land in een economisch dal geraakt, waardoor het voor Italië gunstiger was als de vluchtelingen zouden vertrekken en zich niet zouden vestigen. Veel Italianen sympathiseerden bovendien met de Joden en hun wens zich te vestigen in een eigen staat. Zij waren daarentegen weinig welwillend tegenover de tienduizenden Britse soldaten, die zich overal in het land hadden gestationeerd. De Mossad Le'Aliyah Bet voerde haar operaties in de Italiaanse havens niet alleen met medeweten van de regering uit, maar vaak ook met de hulp van de bevolking.
In totaal vertrokken tijdens de Bricha 34 schepen vanuit Italië met ruim 22.000 ma'apalim aan boord. Vanuit Frankrijk en Bulgarije werden respectievelijk 15 en 4 reizen gemaakt met ongeveer 16.000 en 19.000 ma'apalim. Andere landen vanwaaruit meerdere reizen werden ondernomen waren Joegoslavië (vier), Griekenland (vier) en Algerije (twee).

#### Schepen

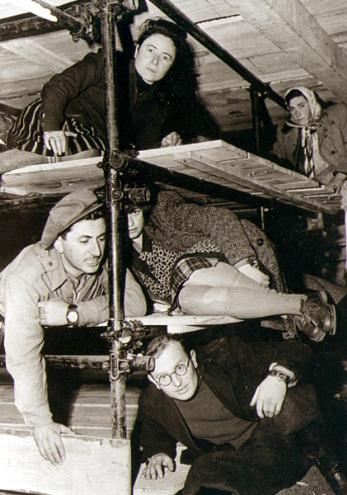
Geïmproviseerde bedden in de Lo Tafchidunu

Het geld voor de aankoop en bevoorrading van de schepen bestond voor het grootste deel uit schenkingen van Amerikaanse Joden aan hulporganisaties als de JDC. De Britten onderschepten de meeste immigratieschepen. Het had daarom weinig zin om ze te huren. De Mossad Le'Aliyah Bet probeerde zoveel mogelijk de kosten te drukken door oude of afgedankte schepen aan te schaffen. Om de passagierscapaciteit te vergroten, richtten Palyamnikim de schepen zo economisch mogelijk in wanneer zij de stapelbedden, sanitaire voorzieningen en ventilatie- en verlichtingssystemen aanbrachten. De oorspronkelijke passagierscapaciteit werd gewoonlijk ruim overschreden, waardoor de reis naar Palestina dikwijls het uiterste vergde van de ma'apalim.
De Britten hielden in Italië en andere Europese landen toezicht op het monsteren van scheepsbemanning en de aankoop van schepen. Het was dan ook in Noord-Amerika waar men de grootste schepen voor de Aliyah Bet aanschafte, zoals de Exodus 1947, de Atzma'ut en de Kibbutz Galuyot. In totaal werden er tien schepen gekocht, waaronder afgedankte marineschepen van de United States Navy en de Koninklijke Canadese marine. De Amerikaanse schepen brachten ruim 31.000 ma'apalim richting Palestina; bijna de helft van het totaal van de naoorlogse periode.
| Overzicht Amerikaanse schepen                                                        | Overzicht Amerikaanse schepen | Overzicht Amerikaanse schepen | Overzicht Amerikaanse schepen | Overzicht Amerikaanse schepen | Overzicht Amerikaanse schepen |
| schip                                                                                | afbeelding                    | tonnage                       | nieuwe naam                   | inzet                         | ma'apalim                     |
| ------------------------------------------------------------------------------------ | ----------------------------- | ----------------------------- | ----------------------------- | ----------------------------- | ----------------------------- |
| Beauharnios, voormalig Canadees korvet                                               |                               | 980                           | Josiah Wedgwood               | juni 1946                     | 1257                          |
| Norsyd, voormalig Canadees korvet                                                    |                               | 980                           | Haganah                       | juli 1946                     | 2678                          |
| Ulua, voormalig Amerikaans patrouilleschip                                           |                               | 808                           | Haim Arlosoroff               | februari 1947                 | 1348                          |
| Abril, voormalig privéjacht dat later dienstdeed als Amerikaans patrouilleschip      |                               | 753                           | Ben Hecht                     | maart 1947                    | 597                           |
| Gresham, voormalig Amerikaans patrouilleschip en ijsbreker                           |                               | 741                           | HaTikva                       | mei 1947                      | 1414                          |
| President Warfield, voormalig passagiersschip in de Chesapeake Bay                   |                               | 1814                          | Exodus 1947                   | juli 1947                     | 4530                          |
| Northland, voormalig Amerikaans ijsbreker                                            |                               | 1273                          | Medinat HaYehudim             | oktober 1947                  | 2664                          |
| Paducah, voormalig Amerikaans kanonneerboot dat later dienstdeed als patrouilleschip |                               | 916                           | Geulah                        | oktober 1947                  | 1388                          |
| Pan Crescent, voormalig Amerikaans vrachtschip voor de bananenexport                 |                               | 4570                          | Atzma'ut                      | januari 1948                  | 7612                          |
| Pan York, voormalig Amerikaans vrachtschip voor de bananenexport                     |                               | 4570                          | Kibbutz Galuyot               | januari 1948                  | 7557                          |

In de havens gaf de organisatie gewoonlijk een valse bestemming op voor de schepen. Deze correspondeerde met de reisdocumenten van de immigranten. Het werd een traditie om de schepen nieuwe namen te geven, om de opvarenden te inspireren en aan te moedigen. Om niet de aandacht van de havenautoriteiten en de Britten te trekken, vond deze herdoop meestal na het vertrek plaats. Sommige schepen werden vernoemd naar Joodse martelaren, zoals Haganastrijders die in dienst van het Britse leger waren gesneuveld. Andere schepen kregen leuzen als naam, zoals de Lo Tafchidunu (לא תפחידונו: 'Wij zijn niet bang') en de Bonim VeLochamim (בונים ולוחמים: 'Bouwers en Vechters').

#### Onderweg

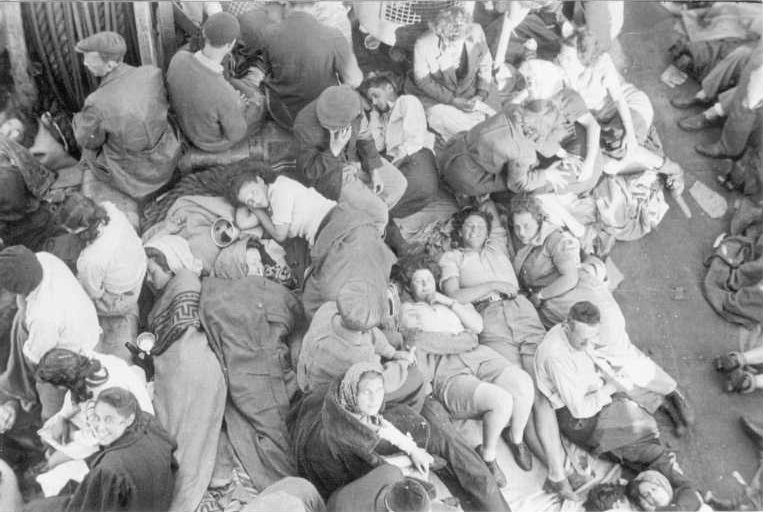
Ma'apalim op de Biriah, juli 1946

De leiding aan boord van een immigrantenschip was in handen van een groep me'lavim. Dit waren activisten van de Palyam die speciaal voor dit doel waren opgeleid. Zij verleenden assistentie bij het inschepen, droegen zorg voor de ma'apalim tijdens de reis en namen de leiding in eventueel verzet bij de arrestaties. Het hoofd van de me'lavim had aan boord niet alleen het commando over de ma'apalim en de activisten, maar ook over de kapitein en de bemanning. Daarnaast waren er gewoonlijk een of twee artsen aanwezig en minstens één Gideoni voor het contact met de Hagana. Voor de in Noord-Amerika gekochte schepen monsterde de Mossad Le'Aliyah Bet zo'n 240 Amerikaanse en Canadese vrijwilligers als kapiteins en bemanningsleden.
Wanneer een schip voorbij de blokkade wist te komen, schakelde de Gideoni de Hagana in Palestina in. De opvarenden werden vervolgens door me'lavim aan wal gebracht, waar lokale activisten hen opwachtten. Deze hadden voertuigen klaarstaan waarin zij de ma'apalim naar nabijgelegen Joodse nederzettingen brachten, terwijl anderen de omgeving bewaakten.

### Palestine Patrol
De Mossad Le'Aliyah Bet smokkelde in de eerste zes scheepsreizen na de oorlog meer dan 500 ma'apalim Palestina binnen. Als tegenmaatregel zette de Royal Navy vanaf 20 oktober 1945 een speciale vloot in, die zich geheel zou richten op de schepen van de Aliyah Bet. In de loop der tijd werd deze zogenoemde Palestine Patrol aanzienlijk uitgebreid. In 1947 was het met 24 mijnenvegers, 20 torpedobootjagers, 18 kruisers en 9 fregatten de grootste vloot in de Middellandse Zee.
In totaal controleerde de Palestine Patrol bijna tachtig immigrantenschepen en hanteerde daarbij een vaste procedure. Allereerst werd waar nodig medische hulp verleend en water en voedsel verstrekt. De matrozen controleerden de legale schepen op passagiers zonder immigratiecertificaat. Illegale schepen werden geëscorteerd naar de haven van Haifa. Slechts zes illegale immigrantenschepen met in totaal ruim 2000 vluchtelingen slaagden erin om de blokkade van de Palestine Patrol te doorbreken.

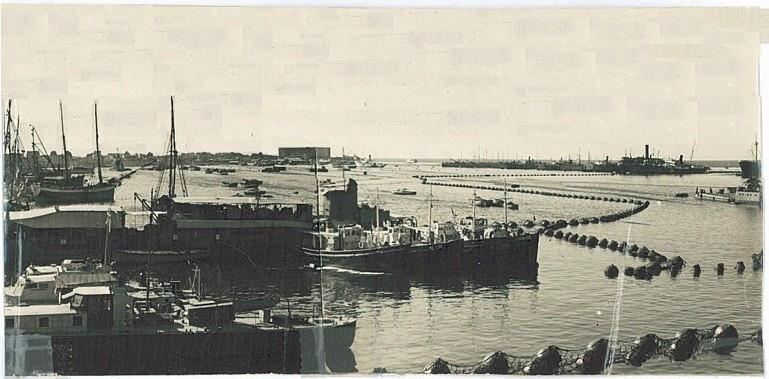
Het havendok van de Royal Navy in Haifa werd met kettingen beveiligd tegen aanslagen van de Palyam

In reactie op de verscherpte controle op de schepen stelde Ben-Gurion zijn plan van een 'Aliyah Gimel' ('Aliyah C') voor, een gewapende illegale immigratie waarbij de opvarenden met geweld de Palestijnse kust zouden proberen te bereiken. Het plan vond weinig bijstand in het bestuur van de Hagana. Het was een vaste regel dat de immigrantenschepen onbewapend waren en de Palyam had aparte schepen voor de wapensmokkel. Wel slaagde Ben-Gurion er in om de Hagana, de Etsel en de Lechi hun krachten te laten bundelen tegen de Britten, in een samenwerkingsverband dat de naam Tnuat HaMeri ('Verzetsbeweging') kreeg. Een eerste actie was de bevrijding van 208 ma'apalim uit het interneringskamp Atlit op 10 oktober 1945, uitgevoerd door de Palmach. Hierna volgde een groot aantal aanslagen op schepen, radarinstallaties en politieposten langs de kust. De Palyam zette een aparte eenheid in, de HaChulya genaamd, die gespecialiseerd was in het saboteren van patrouilleboten. Op 29 juni 1946 werden duizenden Haganaleden gearresteerd tijdens de door de Britten uitgevoerde Operatie Agatha, ook wel Zwarte Zaterdag of Zwarte Sabbath genoemd. De Hagana staakte hierop haar geweldplegingen tegen de Britten, behalve in zaken die rechtstreeks invloed zouden hebben op het welslagen van de Aliyah Bet.

### La Spezia-affaire

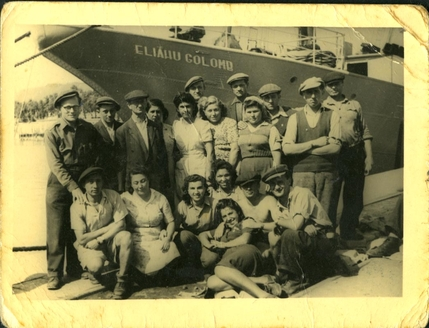
Ma'apalim poseren voor de Eliahu Golomb

Na de oorlog werden de eerste succesvolle reizen voornamelijk vanuit Noord-Italië gemaakt, onder leiding van Yehuda Arazi van de Mossad Le'Aliyah Bet. Begin 1946 trof Arazi voorbereidingen in La Spezia voor de reis van de Eliahu Golomb en de Dov Hoz. Voor het transport en inscheping van ruim duizend ma'apalim gebruikten de activisten gestolen Britse legertrucks. In de veronderstelling dat de trucks vluchtende Italiaanse fascisten vervoerden, stopten Italiaanse politieagenten het konvooi en namen de Joden gevangen. Pas nadat zij de Britse inlichtingendienst in hadden geschakeld zagen de agenten hun vergissing in. Op 8 april brachten ze de emigranten in dezelfde trucks terug naar de twee schepen.
Om het vertrek van de schepen te verhinderen plaatsten de Britten een blokkade buiten de haven van La Spezia. Soldaten probeerden de ma'apalim van boord te halen, maar gaven het op toen Arazi dreigde de Dov Hoz op te blazen. Arazi hield vervolgens een groot aantal persconferenties, waarin hij pleitte voor legalisatie van immigratie naar Palestina en de stichting van een Joodse onafhankelijke staat. Op 25 april werd een demonstratie in het centrum van La Spezia georganiseerd. De ma'apalim gingen in hongerstaking en eisten toestemming van de Britten voor hun vertrek naar Palestina. De verwikkelingen in de zogenoemde 'La Spezia-affaire' waren nu wereldnieuws geworden. De Britten zagen zich zodoende in een slecht daglicht geplaatst. Sir Harold Laski van de Labour Party bezocht Arazi in La Spezia en beloofde hem om de zaak te bemiddelen bij Ernest Bevin en premier Clement Attlee. Arazi reageerde positief en de ma'apalim stopten hun hongerstaking.
De Britse regering stelde een compromis voor. De helft van de opvarenden mocht legaal naar Palestina reizen en de rest diende terug te keren naar de landen van herkomst. Arazi wees het voorstel af en de ma'apalim hervatten hun hongerstaking. Uiteindelijk gaven de Britten toestemming voor de immigratie van de vluchtelingen, al trokken zij hun aantal wel af van het quotum conform het witboek. Op 8 mei 1946 vertrokken de Doz Hov en de Eliahu Golomb en ontscheepten vijf dagen later de vluchtelingen in Haifa.

### Rol van de media

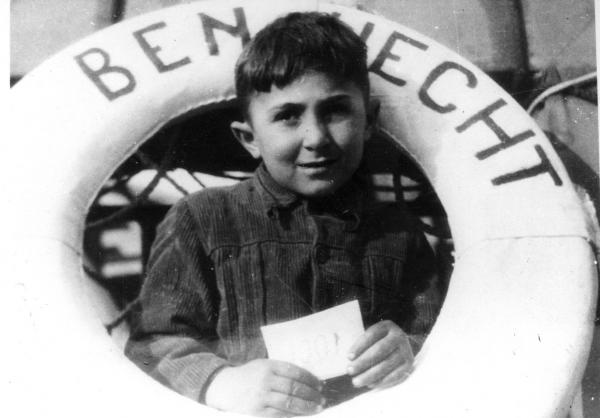
Een jonge vluchteling aan boord van de Ben Hecht. Persfoto's als deze accentueerden de slachtofferrol van de Joodse immigranten.

Met het oog op de Palestine Patrol besprak het bestuur van de Mossad Le'Aliyah Bet twee mogelijke tegenacties. De eerste was het gebruiken van een groot aantal kleine schepen, die in één nacht op verschillende plaatsen de Palestijnse kust zouden proberen te bereiken. Het tweede voorstel borduurde voort op Ben-Gurions eerdere plan om de Royal Navy te provoceren en hield de inzet in van grotere schepen met duizenden ma'apalim aan boord. De La Spezia-affaire had voor veel publiciteit gezorgd. Nieuwe persberichten van de deportaties van Holocaust-overlevenden zouden een gunstig effect hebben op de publieke opinie en zo een politieke druk uitoefenen op het Brits bestuur. Men koos voor de tweede optie, daar deze het meeste voordeel op de langere termijn zou opleveren. Minder opvallende schepen zouden echter nog steeds worden gebruikt.
Politieke druk was nu het primaire doel van de Aliyah Bet geworden en de pers droeg daar in een belangrijke mate aan bij. Het eerstvolgende schip van de Mossad Le'Aliyah Bet dat vanuit Italië vertrok was de Josiah Wedgwood, een afgedankte korvet van de Canadese marine. De Amerikaanse journalist I.F. Stone reisde mee met het schip en publiceerde zijn ervaringen in zijn boek Underground to Palestine, dat datzelfde jaar uitkwam.
De Mossad Le'Aliyah Bet voerde de frequentie van de reizen steeds verder op en steeds vaker vergezelden journalisten de immigranten. Ma'apalim lieten zich fotograferen met spandoeken voorzien van Engelstalige leuzen en verzetten zich aanvankelijk nauwelijks bij de arrestaties. De pers mat de slachtofferrol van de vluchtelingen breed uit, terwijl zij de Palyamnikim afschilderde als helden en martelaren. Dit alles resulteerde in een groeiende sympathie van het publiek.

### Deportaties naar Cyprus

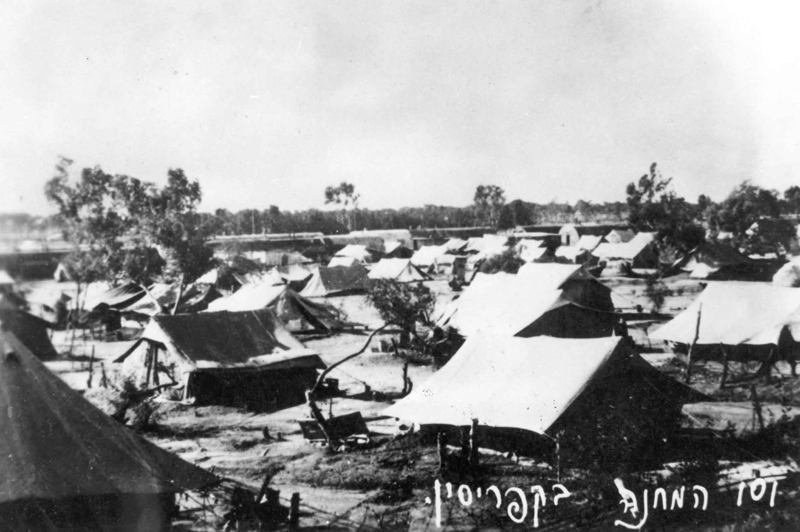
Een van de twaalf Cypriotische kampen, 1946

Na de pogrom van Kielce in juli 1946 bereikte de vlucht van Poolse Joden een nieuw hoogtepunt. Om het groeiende aantal illegale immigranten te kunnen huisvesten koos de Britse regering ervoor om kampen in Brits Cyprus te gebruiken. Op het eiland waren twee kamplocaties: Caraolos, ten noorden van Famagusta, en Dekhelia, net buiten Larnaca. Het eerste werd op 14 augustus 1946 opnieuw in gebruik genomen. In totaal gebruikten de Britten twaalf verschillende kampen, die gezamenlijk ruim 53.000 ma'apalim huisvestten.
Elk kamp was voorzien van wachttorens en een dubbele omheining van prikkeldraad. Deze voorzieningen waren niet alleen bedoeld om de gevangenen binnen te houden, maar ook om de kampen te beveiligen tegen aanslagen van zionistische milities. De organisatie binnen de omheining werd aan de Joden zelf overgelaten, waardoor de Hagana in staat was om activisten het kamp binnen te smokkelen. Deze verbeterden de kampcondities en gaven in het geheim gevechtstrainingen als voorbereiding op mogelijke onlusten in Palestina. Ook hielpen zij een aantal gevangenen ontsnappen.
In Palestina ontketenden de deportaties naar Cyprus een golf van protesten. Palyamnikim saboteerden vier deportatieschepen met Cyprus als bestemming en spoorden de ma'apalim aan om weer verzet te bieden bij de arrestaties.

### Onderzoekscomités

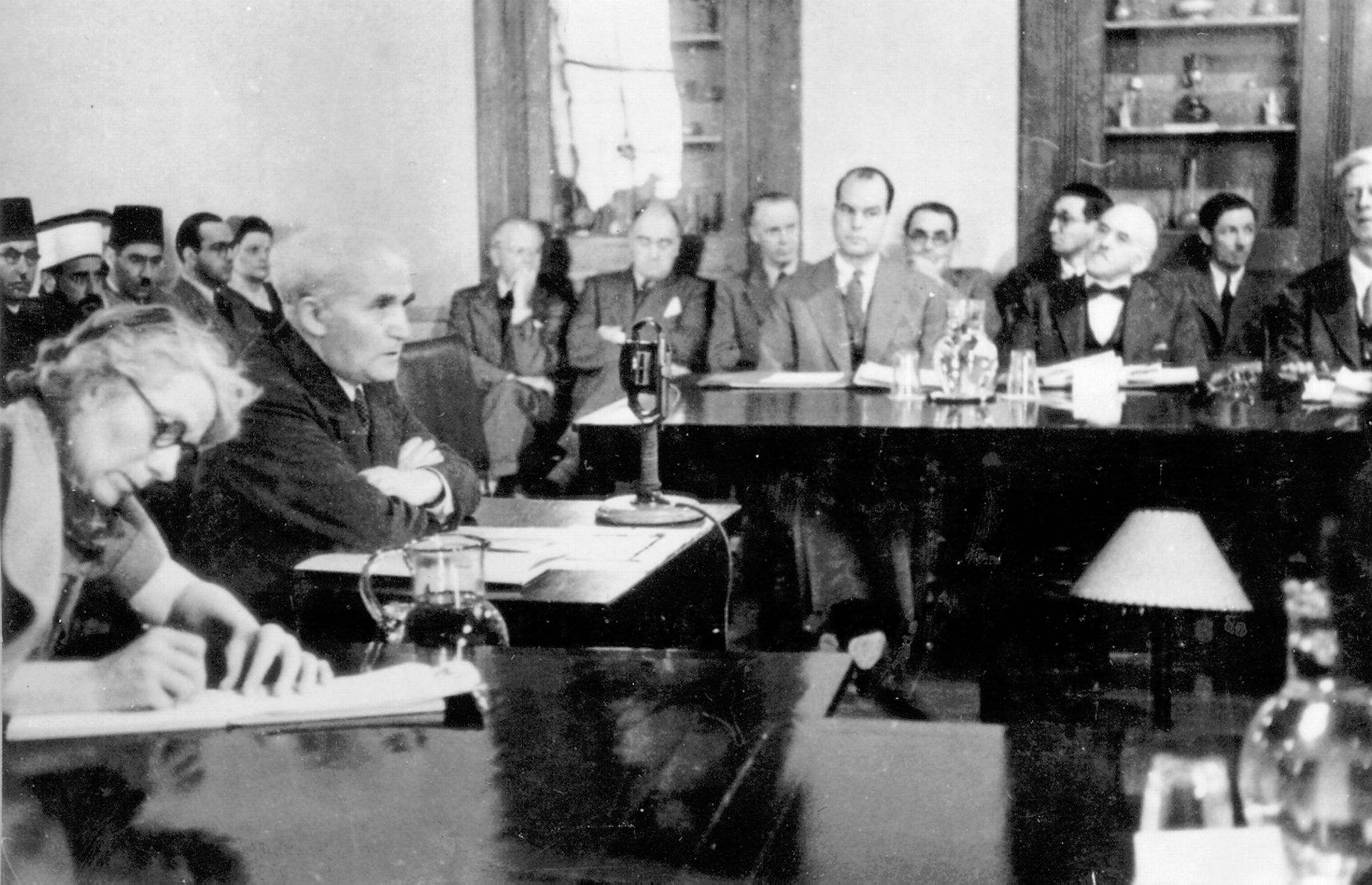
Ben-Gurion tijdens een zitting van het Anglo-Amerikaanse onderzoekscomité

Op 4 januari 1946 was in Washington D.C. de eerste zitting van het Anglo-Amerikaanse onderzoekscomité, een gezamenlijke poging van het Verenigd Koninkrijk en de Verenigde Staten om het vluchtelingenprobleem in de geallieerde bezettingszones en het conflict tussen de Joden en Arabieren in Palestina diplomatiek op te lossen. Het comitérapport adviseerde om 100.000 extra Joden in Palestina toe te laten en een gemengde regering van zowel Arabieren als Joden aan te stellen. De Britten besloten op 4 oktober 1946 om 96.000 extra immigratiecertificaten uit te reiken. De helft van dit aantal zou worden gebruikt voor de Joden in de reeds overvolle kampen in Cyprus. Vanaf 1947 werden in deze kampen aanvullende immigratiecertificaten uitgereikt aan zwangere vrouwen, vrouwen met pasgeboren kinderen en bejaarden. In deze periode maakten ex-gedetineerden uit Cyprus twee derde uit van de immigranten in Palestina.
Noch de Joden, noch de Arabieren gingen akkoord met het voorstel van een gemengde regering. Op 14 februari 1947 besloot het Britse kabinet om het mandaatschap van Palestina op te geven en de hulp in te schakelen van de Verenigde Naties. Ernest Bevin liet het Lagerhuis op 18 februari het volgende weten: "We zijn niet in staat om de voorgestelde ideeën van de Arabieren of Joden te accepteren, noch om zelf tot een eigen oplossing te komen." Op 15 mei stelden de Verenigde Naties een speciaal comité samen dat het vraagstuk zou behandelen, het United Nations Special Committee on Palestine (UNSCOP) genaamd. Maar totdat dit comité een besluit zou hebben genomen, vielen de problemen rond de Aliyah Bet nog onder de zorg van de Britse mandaatregering.

### Exodus 1947

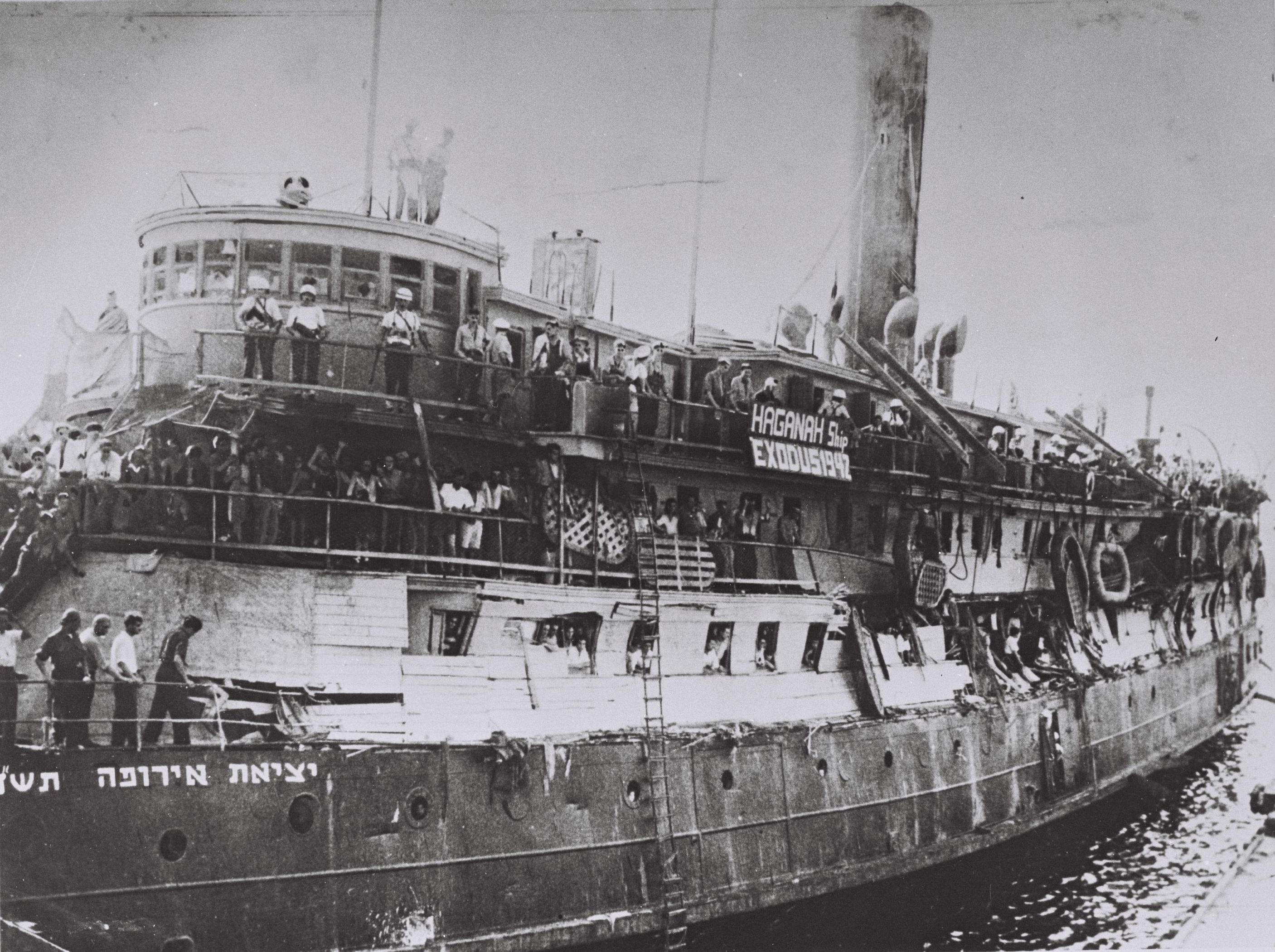
De Exodus 1947 voor anker in de haven van Haifa

Op 23 april 1947 arriveerde het passagiersschip de President Warfield in de Italiaanse plaats Porto Venere, vlak bij La Spezia. Het schip was door de Mossad Le'Aliyah Bet in de Verenigde Staten gekocht en was aanzienlijk groter dan eerder ingezette schepen. Kort na aankomst waren de Britten op de hoogte van het doel van het schip. Arthur Creech Jones, Staatssecretaris voor de Koloniën, liet het Brits kabinet op 1 mei 1947 weten "dat alle mogelijke stappen moeten worden genomen om de aankomst in Palestijnse wateren te voorkomen van een schip met maar liefst 5000 illegale immigranten. Hun arrestatie en deportatie naar Cyprus zal zeer grote moeilijkheden opleveren."
De Mossad Le'Aliyah Bet wilde de President Warfield op klaarlichte dag openlijk door de Britse blokkade laten breken. Het schip was naar haar idee uitstekend geschikt voor dit doel: het was groot, snel, lag stevig in het water, had een stalen romp en was hoger dan de Britse jagers. In Porto Venere voorzagen Palyamnikim het schip van allerlei defensieve voorzieningen, zoals metalen pijpen die stoom en kokende olie konden sproeien. De lager gelegen dekken, de brug, de machinekamer, de radiokamer en andere ruimtes werden afgeschermd met netten en prikkeldraad. De aanvankelijke toegeeflijke houding van de Italiaanse regering was in de loop van de laatste maanden onder druk van Britse diplomaten in het nadeel van de Joden veranderd. Dit vertraagde de werkzaamheden aan het schip, waardoor de voorbereidingen zeven weken in beslag namen. In juni werd besloten om de President Warfield vanuit een Franse haven te laten vertrekken.
De Britten trachtten tevergeefs de Franse regering over te halen om het vertrek van de President Warfield te verhinderen. Met 4530 emigranten vertrok de President Warfield op 11 juli onder het commando van Yossi Harel vanuit Sète. Deze vertrekdatum was zodanig uitgekiend dat de aankomst in Palestina zou samenvallen met het bezoek van een delegatie van de UNSCOP. De Mossad Le'Aliyah Bet hoopte dat het zien van de volharding van de Europese Joden bij zou dragen aan een beslissing ten gunste van de jisjoev. Het schip werd gedurende de hele reis geëscorteerd door een Brits verkennersvliegtuig en diverse marineschepen. Aan boord kregen de ma'apalim van de aanwezige Palyamnikim training in verzet bij de verwachte arrestaties. Gedurende de reis herdoopten de Joden het schip tot de Exodus 1947; een verwijzing naar de Exodus in de Bijbelse tijd. Moshe Sharett, toenmalig hoofd van de Jewish Agency, sprak later van "een naam die zelf al meer zegt dan alles wat er ooit over geschreven is".
Kort na het vertrek van het schip legde Ernest Bevin het plan voor om de immigranten na inrekening terug te sturen naar Frankrijk. Hij schreef aan Sir Alan Cunningham, hoge commissaris van Palestina, dat "het de organisatoren van deze reizen zeer zal ontmoedigen als de immigranten (...) uiteindelijk terug moeten keren naar waar ze vandaan kwamen." Na overleg met de marine ging Cunningham op 15 juli akkoord met dit plan.
|                                                       |  |  |
| Ontscheping van de Exodus 1947 in Haifa, 18 juli 1947 |  |  |

Op 18 juli ramden schepen van de Palestine Patrol de Exodus 1947 voor de Palestijnse kust. Er volgde een gevecht waarin twee ma'apalim en een Amerikaans bemanningslid werden gedood en velen gewond raakten. Na enkele uren wisten de Britten het schip te overmeesteren. De gebeurtenissen aan boord werden middels het Gideon-netwerk via de radio uitgezonden, waarbij enkele opvarenden direct het woord richtten tot de afgevaardigden van de UNSCOP. De immigranten werden onder de ogen van de pers in Haifa van boord gehaald en overgebracht naar drie Britse deportatieschepen. Op 19 juli vertrokken deze schepen naar de Franse havenstad Port-de-Bouc.

#### Operatie Oasis
Op 2 augustus arriveerden de schepen in Port-de-Bouc, maar de Franse regering ging alleen akkoord met de ontscheping wanneer dit vrijwillig zou gebeuren. Na drie weken besloten de Britten om de ma'apalim naar een door de Britten bezet gebied in Duitsland te zenden. Deze operatie, die in diplomatieke en militaire kringen bekend kwam te staan als 'Operatie Oasis', werd op de voet gevolgd door leden van de UNSCOP en de internationale pers. De Britten beseften dat het sturen van Joden naar een interneringskamp in Duitsland zou resulteren in veel negatieve publiciteit. Er was echter geen ander gebied onder Britse controle dat op korte termijn zoveel mensen kon huisvesten.
Op 21 augustus kwam het eerste deportatieschip met vluchtelingen in Hamburg aan. De Joden verzetten zich hevig tijdens de ontschepingen. Een aanwezige agent van de Jewish Agency werd met name getroffen door een meisje dat de soldaten "I am from Dachau, Hitler commandos" toeriep. Op 9 september werden de Joden na de laatste ontscheping ondergebracht in kampen in Noord-Duitsland. Een groot aantal ma'apalim wist te ontsnappen en velen reisden met de hulp van de Mossad Le'Aliyah Bet alsnog naar Palestina.

#### Gevolgen
Het uiterlijk van de gehavende Exodus 1947, de toestand van de opvarenden en hun gedwongen terugkeer naar Europa werden uitgebreid door de internationale pers gepubliceerd. De Amerikaanse journaliste Ruth Gruber bracht niet alleen verslag uit van de ontscheping in Haifa, maar reisde ook mee aan boord van een van de deportatieschepen naar Duitsland. In 1999 publiceerde zij haar ervaringen in haar boek Exodus 1947: The Ship That Launched a Nation.
Operatie Oasis ontketende een golf van verontwaardiging tegen de Britse regering en Joden hielden in heel Palestina demonstraties. De Etsel en de Lechi bliezen op 29 september een Brits politiebureau in Haifa op, waarbij tien mensen het leven lieten. De Britse mandaatregering besloot om geen immigranten meer naar hun land van herkomst te zenden, maar uitsluitend de kampen in Cyprus te gebruiken. Enkele historici zijn van mening dat de gevolgen van de hele affaire nog veel verder reikten; zij zien het als de sleutelfactor in het uiteindelijke besluit van de Verenigde Naties ten gunste van de Joden. De antizionistische historicus Thomas Kolsky noemde de inzet van de Exodus 1947 een "spectaculaire publiciteitsstunt voor de zionisten".

### Laatste maanden
Na de Exodus 1947 voerde de Mossad Le'Aliyah Bet het tempo van de emigraties nog verder op. Een landingsvaartuig dat in september 1947 als immigrantenschip werd ingezet kreeg de naam Af Al Pi Chen (אף-על-פי-כן): 'Ondanks Alles, Ja!'. Hiermee benadrukten de Joden dat ze, ondanks alle Britse maatregelen, nog net zo vastbesloten waren om de clandestiene immigraties voort te zetten als tien jaar geleden, in de periode van Galili's operatie.
Bij de illegale immigratie in Palestina werden nu ook andere middelen ingezet. In 'Operatie Michaelberg' zette de Mossad Le'Aliyah Bet vliegtuigen in, die van 23 augustus tot 20 september in drie vluchten 150 ma'apalim uit Irak en Italië naar Palestina smokkelden. In november nam de 'Aliyah Dalet' ('Aliyah D') zijn aanvang: de illegale immigratie met behulp van vervalste immigratiecertificaten. Men schat dat op deze manier zo'n 9000 Joden de grenzen van Palestina zijn overgestoken, waaronder een groot aantal uit Duitsland ontsnapte opvarenden van de Exodus 1947.
Op 29 november 1947 werd Resolutie 181 van de Verenigde Naties aangenomen, waarin werd besloten dat Palestina zou worden verdeeld in een Joodse en een Arabische staat. De Arabische leiders verwierpen het verdelingsplan, maar de Joden reageerden enthousiast. De eerstvolgende twee schepen van de Mossad Le'Aliyah Bet werden naar deze gebeurtenis vernoemd: de Kaf Tet Be'November ('29 November') en de HaUmot HaMeuhadot ('Verenigde Naties').
Terwijl de HaUmot HaMeuhadot op 24 december vanuit Frankrijk vertrok, trof het team van Yossi Harel in Bulgarije de laatste voorbereidingen voor een reis met twee identieke Amerikaanse vrachtschepen: de Atzma'ut en de Kibbutz Galuyot. Deze schepen waren aanzienlijk groter dan de Exodus 1947 en zouden elk anderhalfmaal zoveel ma'apalim vervoeren. De Jewish Agency drong tevergeefs bij Shaul Avigur aan om de reis af te lasten, daar de Palestine Patrol steeds meer in het werk stelde om de illegale immigranten te stoppen. Op 27 december vertrokken de twee schepen met ruim 15.000 ma'apalim vanuit Boergas. Op 1 januari 1948 werden zij in de Middellandse Zee onderschept. Er werd een overeenkomst gesloten om de ma'apalim direct naar Cyprus te brengen. De bemanning mocht daarna vrijuit gaan. Diezelfde dag wist de HaUmot HaMeuhadot de Palestijnse kust te bereiken. 131 van de ruim 500 opvarenden werden na de ontscheping gearresteerd, de rest wist te ontkomen. De HaUmot HaMeuhadot was het laatste succesvolle schip in de Aliyah Bet.
De realisatie van de Joodse onafhankelijkheid kwam steeds dichterbij. De Jewish Agency verwachtte gewelddadige represailles van de Arabieren. Op 8 februari 1948 gaf Ben-Gurion daarom het bevel dat de Aliyah Bet en Dalet voortaan uitsluitend zou worden gebruikt voor jonge, strijdbare personen. De laatste schepen van de Mossad Le'Aliyah Bet hadden gezamenlijk ruim 4500 jonge ma'apalim aan boord. Deze werden allen gearresteerd en naar de Cypriotische kampen gebracht, maar voor hen was dit slechts een tussenstop in de reis naar een nieuw vaderland.

## Onafhankelijkheid van Israël (vanaf 1948)

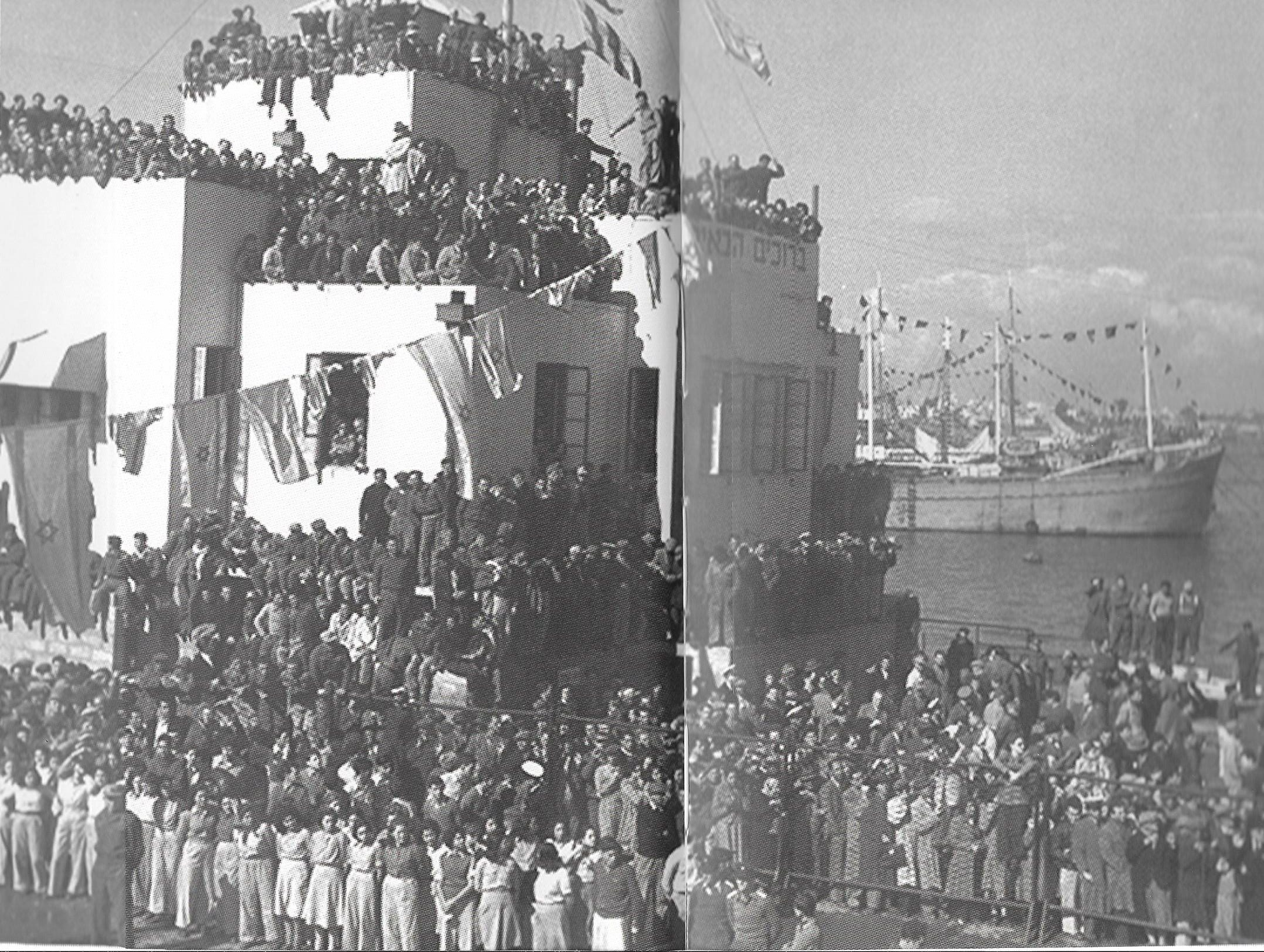
Aankomst in Haifa van vrijgelaten Joden uit de Cypriotische kampen

Op 14 mei 1948 tekende Ben-Gurion de Israëlische onafhankelijkheidsverklaring en werd hij verkozen als de eerste premier van de nieuwe staat. Het Brits mandaatschap eindigde diezelfde dag om 12 uur 's nachts en de Britse troepen moesten uiterlijk op 1 augustus Israël verlaten. Op 15 mei ontdekten de Britten twee immigratieschepen met de toepasselijke namen Le’Nitzachon ('Naar de overwinning') en Medinat Yisrael ('Staat Israël'). De schepen met ruim 400 immigranten werden doorgelaten en arriveerden twee dagen later in Tel Aviv, waar een juichende menigte hen verwelkomde. Kort daarna arriveerden nog drie schepen die waren gepland voor de Aliyah Bet. Een daarvan was de Altalena, het tweede schip dat de Etsel voor de immigratie inzette.
In de interneringskampen in Brits Cyprus bevonden zich op 15 mei 28.000 Joden. De Britten brachten aanvankelijk elke maand 1500 van hen naar Israël. Van 24 januari, in de week dat het Verenigd Koninkrijk de staat Israël erkende, tot 11 februari reisden de resterende 11.000 Joden naar Israël. Een aantal Joden die zich op Cyprus hadden verborgen gaven zichzelf in deze periode aan, om zo op kosten van de Britse regering de reis naar Israël te kunnen maken.

### Arabische oppositie

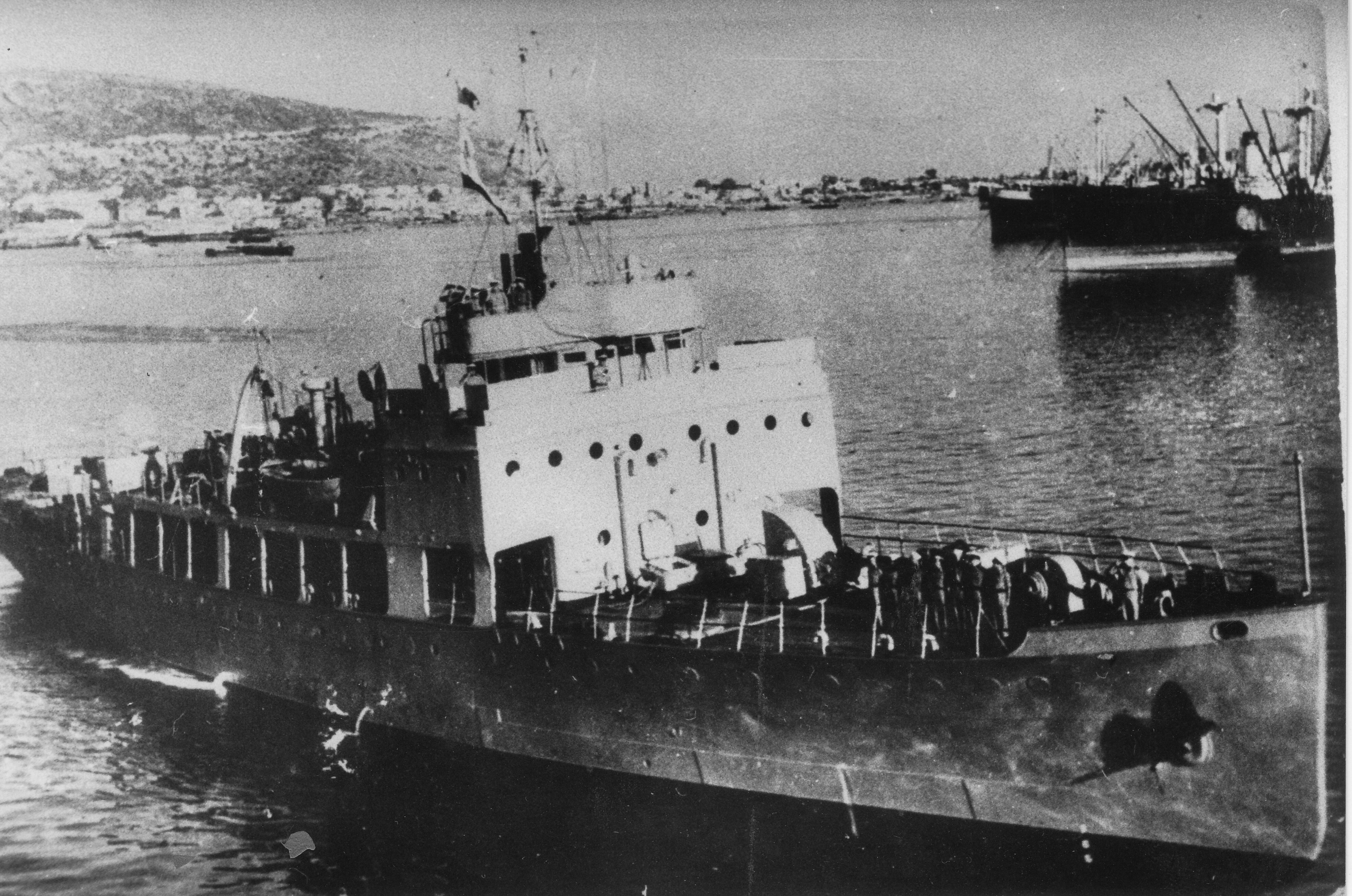
De Medinat HaYehudim werd omgedoopt in de INS Eilat A-16 en was het eerste schip dat dienstdeed in de Israëlische marine

In reactie op de onafhankelijkheidsverklaring viel een coalitie van Arabische landen op 15 mei Israël binnen en nam de Onafhankelijkheidsoorlog zijn aanvang. Om zich tegen de Arabieren te weren richtte Ben-Gurion op 26 mei het Israëlisch defensieleger op, als opvolger van de Hagana. Later fuseerden ook de Etsel en de Lechi met dit leger. De Palyam werd de basis voor de nieuwe marine-eenheid. De vloot bestond in haar beginjaren voornamelijk uit immigrantenschepen die de Britten tijdens de Aliyah Bet in beslag hadden genomen. Schepen die werden ingezet in de strijd tegen de Arabieren waren onder andere de Josiah Wedgwood, de Medinat HaYehudim, het landingsvaartuig Af Al Pi Chen en de Ben Hecht, het enige schip dat tot in de 21e eeuw nog in de vaart is gebleven.

### De alia naar Israël

Joodse immigratie na de Aliyah Bet

Nu de emigratiereizen naar Palestina niet langer illegaal waren, werd de naam van de Mossad Le'Aliyah Bet veranderd in 'Mossad Le'Aliyah'. Deze eenheid van het defensieleger werd ook ingezet voor de wapensmokkel. Ook zij maakte gebruik van schepen die dienst hadden gedaan in de Aliyah Bet, zoals de Lo Tafchidunu, de Atzma'ut en de Kibbutz Galuyot. De Mossad Le'Aliyah droeg er zorg voor dat de in de Europese DP-kampen achtergebleven Joden naar Palestina konden reizen. In april 1948 bevonden zich nog zo'n 1800 opvarenden van de Exodus 1947 in de Duitse kampen. Yossi Harel bracht op 17 juni de laatsten van hen naar Tel Aviv.
In een groot aantal Arabische landen werden Joden na de stichting van de staat Israël het doelwit van vervolging en andere vormen van discriminatie. Dit resulteerde in een grote alia van Joodse vluchtelingen uit de Arabische wereld. Een volgende golf arriveerde nadat de Israëlische regering op 5 juli 1950 de Wet op de Terugkeer invoerde, waardoor Joden overal ter wereld het recht kregen om zich in Israël te vestigen. In totaal kwamen in de periode van 1949 tot 1951 zo'n 580.000 immigranten naar Israël. Nadat de grootste stroom immigranten was afgenomen, ging de Mossad Le'Aliyah in 1953 over in het immigratieagentschap Lishkat Hakesher, ook bekend als de Nativ.

## Statistieken

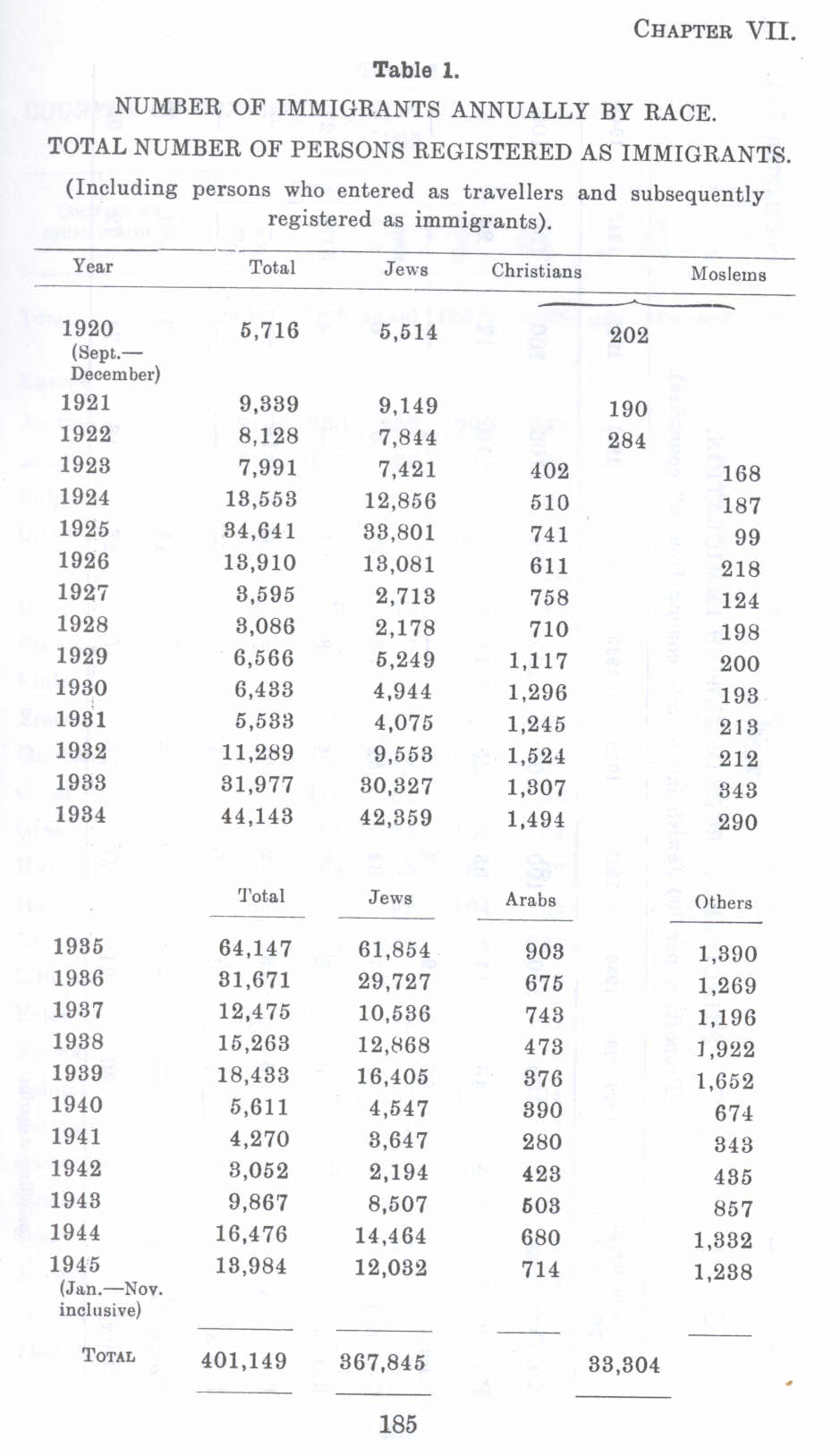
Tabel in een Brits rapport met het aantal immigranten van 1920 tot 1945

Britse rapporten over de immigratie in het mandaatgebied Palestina geven een beeld van de invloed van de Aliyah Bet op de bevolkingsgroei. Volgens deze rapporten arriveerden in de periode van 1919 tot 1948 485.800 Joodse immigranten, waarvan 77.000 zonder immigratiecertificaat. Ettelijke duizenden illegale immigranten werden echter niet in deze rapporten opgenomen. Schattingen van het totaal aantal illegale immigranten in de mandaatperiode variëren tussen de 100.000 en 120.000. Ruim 97 procent was afkomstig uit Europa, waarvan meer dan 90 procent de reis per schip maakte.
Ongeveer 1500 ma'apalim stierven onderweg, hetzij door een scheepsramp of door gevechten bij de arrestaties. Vanaf het begin van de Tweede Wereldoorlog rekenden de Britten het overgrote deel van de vluchtelingen in en deporteerden hen in de interneringskampen in Atlit en Cyprus. Ruim 6000 ma'apalim werden naar kampen in Mauritius en Noord-Duitsland gebracht, maar de meesten van hen keerden snel terug naar Palestina. Na de onafhankelijkheid van Israël reisden ook de meeste op Cyprus geïnterneerde Joden naar de nieuwe staat, waardoor het uiteindelijke effect van de deportaties grotendeels teniet werd gedaan.
| Slachtoffers op zee | Slachtoffers op zee | Slachtoffers op zee   | Slachtoffers op zee                    |
| schip               | datum               | oorzaak               | slachtoffers                           |
| ------------------- | ------------------- | --------------------- | -------------------------------------- |
| Rim                 | 3 juli 1939         | schipbreuk            | 6                                      |
| Tiger Hill          | 1 september 1939    | verzet bij arrestatie | 2                                      |
| Patria              | 25 november 1940    | bomaanslag            | 267 (waarvan ruim 200 ma'apalim)       |
| Salvador            | 12 december 1940    | schipbreuk            | 223                                    |
| Stroema             | 24 februari 1942    | aanslag onderzeeboot  | minstens 759                           |
| Mefkure             | 3 augustus 1944     | aanslag onderzeeboot  | minstens 315                           |
| Wingate             | 25 maart 1946       | verzet bij arrestatie | 2 (waarvan 1 Palmachnik)               |
| Arba Cheruyot       | 2 september 1946    | verzet bij arrestatie | 2                                      |
| Palmach             | 22 september 1946   | verzet bij arrestatie | 1                                      |
| Knesset Israel      | 25 november 1946    | verzet bij arrestatie | 2 (waarvan 1 Brits soldaat)            |
| Rafiah              | 5 december 1946     | schipbreuk            | 8                                      |
| LaNegev             | 9 februari 1947     | verzet bij arrestatie | 1                                      |
| Exodus 1947         | 18 juli 1947        | verzet bij arrestatie | 3 (waarvan 1 Amerikaanse vrijwilliger) |
| Af Al Pi Chen       | 27 september 1947   | verzet bij arrestatie | 1                                      |
| Totaal:             | Totaal:             | Totaal:               | meer dan 1525                          |

De Joodse bevolking steeg van 174.606 in 1931 naar 474.102 in 1941 en 608.225 in 1946. Op het moment dat Israël op 15 mei 1948 een onafhankelijke staat werd, telde het land zo'n 650.000 Joden. Het aandeel van de Aliyah Bet in de groei van de Joodse bevolking lijkt op het eerste oog bescheiden. De constante stroom van illegale immigrantenschepen en de volle interneringskampen droegen echter in grote mate bij aan het Brits besluit om het mandaatschap op te geven. Volgens veel historici was de Aliyah Bet een bepalende factor in het besluit voor het verdelingsplan. De stichting van de Joodse staat legaliseerde de immigratie, met een explosieve bevolkingsgroei tot gevolg.

## Kritiek

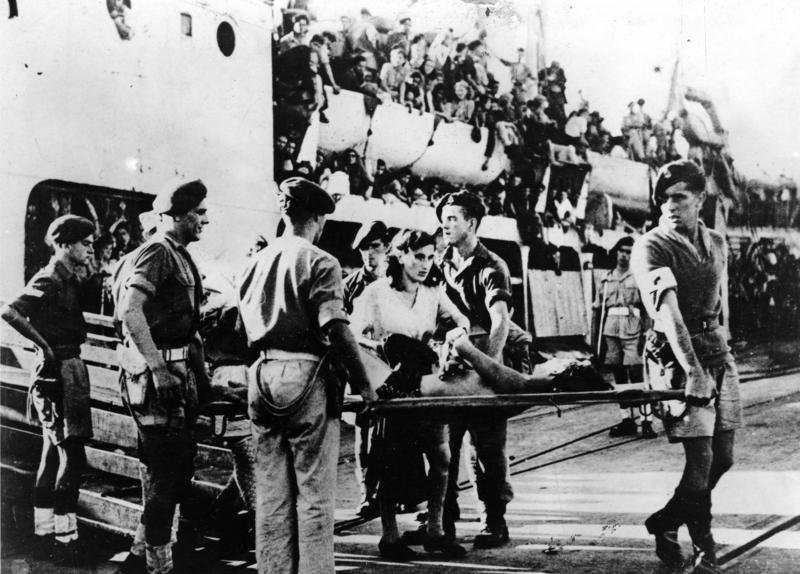
Britse soldaten dragen een verzwakte immigrant uit de Medinat HaYehudim

Tijdens de Aliyah Bet en de beginjaren van het onafhankelijke Israël heeft de westerse pers zich over het algemeen gunstig uitgelaten over de Joodse migraties. Sommige critici zijn echter van mening dat de radio en kranten een eenzijdig en vertekend beeld hebben geschapen. De slachtofferrol van de ma'apalim zou te veel zijn uitgelicht en het heldendom van de jisjoev overdreven. De oorspronkelijke Arabische bevolking in Palestina werd daarentegen vaak afgeschilderd als een groep oorlogszuchtige moordenaars. Ook besteedden de media weinig aandacht aan de precaire positie van het Britse mandaatbestuur, dat beslissingen moest nemen waar beide partijen zich in konden vinden terwijl het bloot stond aan het geweld van de Joodse milities. Tegenstanders noemden het Joodse verzet tegen de Britten en Arabieren "hitleriaans". Kort na de onafhankelijkheid van Israël beschreef de Nederlandse antizionist Jan van der Ploeg het zionisme als een "kolonisatie verbonden met diefstal en moord" en een "nieuw nazisme".
Veel orthodoxe joden vonden het verstandiger om op de komst van de messias te wachten dan voor eigen rechter op te treden. Een aantal van hen bezag de Aliyah Bet als een schending van de eerste twee van de Drie Eden, een midrasj in de Talmoed van de hand van rabbijn Yossi bar Hanina. Hierin benadrukte hij dat Joden niet massaal naar Israël mochten optrekken en niet in opstand mochten komen tegen regeringen:

Wat zijn deze Drie Eden? Een: dat Israël niet mocht opklimmen als tegen een muur. Twee: de Heilige bezwoer Israël niet in opstand te komen tegen de naties van de wereld. Drie: De Heilige bezwoer de natiën dat zij Israël niet te veel mag onderdrukken.
— Babylonische Talmoed; Ketubot 111a

De Mossad Le'Aliyah Bet en andere organisaties van de Aliyah Bet werden bekritiseerd omdat zij Joodse vluchtelingen inzetten als een politiek wapen. Matrozen van de Palestine Patrol rapporteerden dat zij aan boord van de onderschepte immigratieschepen weinig medicijnen en levensmiddelen hadden aangetroffen en dat veel opvarenden in een slechte toestand verkeerden. Toen in de laatste maanden vooral jonge, strijdbare mensen werden ingezet en familieleden zo van elkaar werden gescheiden, nam ook onder de vluchtelingen de kritiek op de organisatie toe.

## Erfgoed

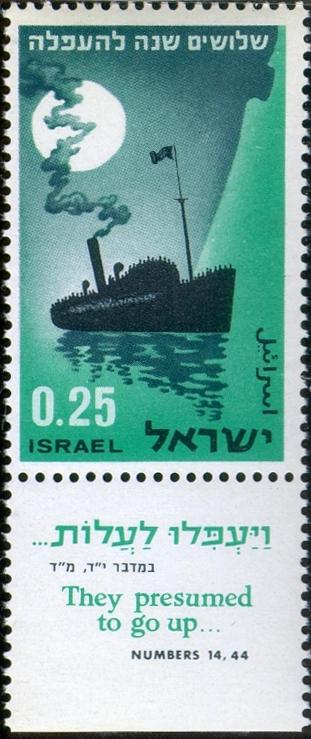
Israëlische postzegel ter herdenking van de Ha'apala

De Aliyah Bet staat voor veel Joden symbool voor hun vasthoudendheid, onafhankelijkheid en voortbestaan. Het speelde een belangrijke rol in de terugkeer naar het Erets Israël, dat in de onafhankelijkheidsverklaring werd beschreven als "de geboorteplek van het Joodse volk, [waar] hun spirituele, religieuze en politieke identiteit werd gevormd". Zionisten zien de immigratie naar Israël daarom nog altijd als een fundamenteel recht van de Joden. In die optiek is de term 'illegale immigratie' een contradictio in terminis. Al in de mandaatperiode spraken Joden bij voorkeur over 'clandestiene immigratie', dat wil zeggen, immigratie zonder toestemming.
Na de onafhankelijkheidsverklaring raakte onder Israëli de term Ha'apala (ההעפלה) ingeburgerd als een alternatieve benaming voor de Aliyah Bet. Ha'apala is afgeleid van va'ya'apilu (וַיַּעְפִּ֕לוּ), een woord dat slechts eenmaal in de Tenach voorkomt en in Nederlandse Bijbelvertalingen onder andere vertaald wordt als 'vermetel pogen'. In Numeri 14:44 en 45 poogden Israëlieten vermetel een berg te beklimmen, ondanks een hevige tegenstand van vijandige volken. In de getrokken parallel stonden deze vijanden symbool voor de Britse oppositie en de omhoog klimmende Israëlieten voor de ma'apalim die moedig alia probeerden te maken naar het Beloofde Land. Ma'apalim is een verbuiging van ha'apala.

### Musea
|                                                                                |  |                                                                                       |
| Het interneringskamp Atlit is tegenwoordig als museum opengesteld voor publiek |  | De Af Al Pi Chen op het terrein van het Museum voor Clandestiene Immigratie en Marine |

In 1950 stelde de burgemeester van Haifa voor om de Exodus 1947, die door de Britten was achtergelaten, op te knappen en te verbouwen tot een drijvend museum voor de Aliyah Bet. In 1952 brandde het schip echter tot de waterlijn af en latere pogingen om het schip te restaureren faalden. Tegenwoordig ligt het wrak in een militaire zone in de haven van Haifa.
In 1986 werd tien hectare van het voormalige interneringskamp Atlit gerestaureerd, inclusief drie barakken en een ontsmettingsruimte. Het terrein kreeg in 1987 de status van Nationaal Erfgoed en dient tegenwoordig als gouvernementeel museum voor de Aliyah Bet. Een groot aantal documenten die betrekking hebben op de illegale immigraties zijn gearchiveerd in de bibliotheek van het museum.
In Haifa bevindt zich het Museum voor Clandestiene Immigratie en Marine. Tot de collectie behoren onder andere een deel van de romp van de Patria, een reconstructie van het leven in de kampen in Cyprus en het door de Britten onderschepte immigrantenschip Af Al Pi Chen. Ook het Stroemamuseum in Beër Sjeva staat in het teken van de Aliyah Bet en is tevens een monument voor de drenkelingen die aan boord waren van de Stroema. Het monument bevindt zich op de tweede verdieping van een synagoge, die is gebouwd in de vorm van een schip.

### Herdenking
|                                                      |  |                                                  |
| Het Ha'apalamonument op de London Square in Tel Aviv |  | Monument voor de Stroema en de Mefkure in Asjdod |

Verspreid in Israël zijn monumenten geplaatst ter herdenking van de Aliyah Bet, waaronder het prominente Ha'apalamonument in het centrum van Tel Aviv. Langs de Israëlische kust geven tal van monumenten aan waar ma'apalim aan land waren gekomen, of waar slachtoffers waren gevallen tijdens het verzet bij de arrestaties. Op de Herzlberg, Israëls nationale begraafplaats, liggen op een apart gedeelte de graven van de teruggevonden drenkelingen van de Salvador. Andere manieren waarop de Aliyah Bet in Israël wordt herdacht zijn onder andere straatnamen, postzegels en herdenkingsmunten.
Buiten Israël wordt de Exodus 1947 herdacht middels monumenten en gedenkplaten in Frankrijk, Duitsland, Italië en de Verenigde staten. In La Spezia, de stad die een grote rol in de Aliyah Bet had vervuld, wordt elk jaar de Exodus-prijs uitgereikt aan burgers die een grote verdienste hebben geleverd aan interculturele solidariteit.

### Kunst en populaire cultuur
Tijdens de mandaatperiode schreven Joodse dichters en muzikanten gedichten en liederen met de Aliyah Bet als thema. Van een aantal verschenen ook Engelstalige versies, zoals A Response to an Italian Captain. Dit bekende gedicht schreef Nathan Alterman in 1945 ter ere van de geslaagde ontscheping van de Hannah Szenes. De muzikant en Palmachnik Haim Hefer schreef kort voor de onafhankelijkheidsverklaring een lied dat de Engelse titel Between the Borders kreeg (Origineel: בין גבולות). Het Israëlisch defensieleger vernoemde 'Operatie Defensive Shield' aan de Westelijke Jordaanoever naar een frase in dit lied: "We are here, a defensive shield".
Leon Uris' bestseller Exodus uit 1958 heeft een grote invloed gehad op de publieke opinie ten opzichte van de Israëlische politiek. Uris, zelf een zoon van Joodse immigranten uit Polen, reisde twee jaar door Israël om materiaal te verzamelen voor zijn boek. Het eerste deel is voor een groot deel gebaseerd op de La Spezia-affaire van 1946. Het verhaalt over de ontsnapping van 600 ma'apalim uit een kamp in Cyprus en hun vertrek naar Palestina met de Exodus. De door Otto Preminger geregisseerde verfilming van 1960 leverde drie Oscarnominaties op, waarvan er een werd verzilverd. In de roman en de verfilming worden de Arabieren als laf en oorlogszuchtig afgespiegeld, een beeld dat Uris in 1984 probeerde recht te zetten in zijn roman De Hadji.
Ter ere van het twintigjarige bestaan van Israël vervaardigde de Spaanse schilder Salvador Dalí in 1968 een reeks van 25 aquarellen, Aliyah getiteld. Dalí gaf er op verschillende manieren de brede uitleg van het woord 'aliyah' weer en putte hierbij inspiratie uit zowel de Hebreeuwse Bijbel als de recente geschiedenis van Palestina. Op de aquarel On the Shores of Freedom is de Eliahu Golomb afgebeeld met het dek vol ma'apalim. Op A Moment in History is Ben-Gurion te zien tijdens het voorlezen van de onafhankelijkheidsverklaring.

## Overzicht
In het voormalige interneringskamp Atlit is een uitgebreide documentatie gearchiveerd van de scheepsreizen in de Aliyah Bet. Onderstaande overzichten zijn gebaseerd op deze gegevens. Met name informatie over de reizen die vóór 1945 plaatsvonden is mogelijk incompleet.

### Overzicht scheepsreizen
In de onderstaande overzichtslijst is het totale aantal emigranten aan boord opgenomen, niet het aantal dat daadwerkelijk in Palestina aankwam. Enkelen stierven onderweg, anderen ontsnapten tijdens de arrestaties of uit de kampen. In de lijst zijn geen schepen van de Aliyah Alef opgenomen, oftewel de legale immigratieschepen. Sommige illegale immigranten reisden op deze schepen naar Palestina.
Beginfase
Bricha
Na de Aliyah Bet
| Schip                                   | Organisatie                                                                      | Vertrekdatum      | Vanaf          | Resultaat                                       | Op datum          | Ma'apalim |
| --------------------------------------- | -------------------------------------------------------------------------------- | ----------------- | -------------- | ----------------------------------------------- | ----------------- | --------- |
| Velos                                   | HeHalutz                                                                         | 26 juli 1934      | Griekenland    | geslaagd                                        | 25 augustus 1934  | 350       |
| Union                                   | Betar                                                                            | 1 augustus 1934   | Griekenland    | geslaagd                                        | 28 augustus 1934  | 117       |
| Velos                                   | HeHalutz                                                                         | 6 september 1934  | Bulgarije      | tegengehouden en teruggekeerd naar Roemenië     | 13 november 1934  | 318       |
| Kosta                                   | Betar (Af Al Pi)                                                                 | maart 1937        | Griekenland    | geslaagd                                        | 13 april 1937     | 14        |
| Artemisia                               | Betar (Af Al Pi)                                                                 | 6 september 1937  | Albanië        | geslaagd                                        | 10 september 1937 | 54        |
| Poseidon                                | HeHalutz                                                                         | 3 januari 1938    | Griekenland    | geslaagd                                        | 12 januari 1938   | 65        |
| Panormitis                              | Betar (Af Al Pi)                                                                 | maart 1938        | Griekenland    | geslaagd                                        | maart 1938        | 86        |
| Artemisia                               | Betar (Af Al Pi)                                                                 | 18 april 1938     | Griekenland    | geslaagd                                        | 25 april 1938     | 128       |
| Poseidon                                | HeHalutz                                                                         | 17 mei 1938       | Griekenland    | geslaagd                                        | 23 mei 1938       | 65        |
| Artemisia                               | Betar (Af Al Pi)                                                                 | juni 1938         | Griekenland    | geslaagd                                        | juni 1938         | 381       |
| Draga                                   | Betar                                                                            | 20 september 1938 | Joegoslavië    | overgestapt op de Artemisia                     | 5 oktober 1938    | 246       |
| Artemisia                               | Betar                                                                            | 5 oktober 1938    | de Draga       | geslaagd                                        | 5 oktober 1938    | 246       |
| Atrato                                  | HeHalutz                                                                         | 25 november 1938  | Italië         | geslaagd                                        | 30 november 1938  | 300       |
| Draga                                   | Revisionistisch zionist William R. Perl                                          | 6 november 1938   | Roemenië       | overgestapt op de Elli en mogelijk de Artemisia | december 1938     | 544       |
| Elli                                    | Revisionistisch zionist Paul Haller                                              | 1 november 1938   | Roemenië       | geslaagd                                        | december 1938     | 550       |
| Chepo                                   | Revisionistisch zionist William R. Perl                                          | 5 december 1938   | Roemenië       | geslaagd                                        | 18 december 1938  | 734       |
| Delpa                                   | Revisionistisch zionisten Avraham Stavsky en Baruch Konfino                      | 24 december 1938  | Roemenië       | geslaagd                                        | januari 1939      | 224       |
| Atrato                                  | HeHalutz                                                                         | 9 januari 1939    | Italië         | geslaagd                                        | 15 januari 1939   | 300       |
| Katina                                  | Revisionistisch zionist Oscar Rabinowitz                                         | 18 januari 1939   | Roemenië       | geslaagd                                        | 16 februari 1939  | 773       |
| Artemisia                               | Betar                                                                            | 4 februari 1939   | de Katina      | onderschept                                     | 6 februari 1939   | 237       |
| Atrato                                  | HeHalutz                                                                         | 15 februari 1939  | Italië         | geslaagd                                        | 20 februari 1939  | 300       |
| Chepo                                   | Revisionistisch zionist William R. Perl                                          | 20 februari 1939  | Roemenië       | schipbreuk                                      | 10 maart 1939     | 750       |
| Astir                                   | Revisionistische zionisten Paul Haller, William R. Perl                          | 3 maart 1939      | Roemenië       | teruggekeerd                                    | 2 april 1939      | 699       |
| Sandu                                   | Privé-onderneming                                                                | 5 maart 1939      | Roemenië       | teruggekeerd                                    | 21 maart 1939     | 269       |
| Atrato                                  | HeHalutz                                                                         | 7 maart 1939      | Italië         | geslaagd                                        | 15 maart 1939     | 378       |
| Aghia Zoni                              | Betar                                                                            | 16 maart 1939     | Italië         | geslaagd                                        | 22 april 1939     | 600       |
| Assimi                                  | HaPoel HaMizrachi                                                                | 20 maart 1939     | Roemenië       | teruggekeerd                                    | 11 april 1939     | 369       |
| Aghios Nicolaos                         | Betar                                                                            | 23 maart 1939     | Roemenië       | teruggekeerd                                    | 31 maart 1939     | 687       |
| Panagia Conasterio                      | Betar                                                                            | 9 april 1939      | Griekenland    | onderschept                                     | 16 april 1939     | 176       |
| Atrato                                  | HeHalutz                                                                         | april 1939        | de Colorado    | geslaagd                                        | 23 april 1939     | 388       |
| Atrato                                  | HeHalutz                                                                         | april 1939        | de Colorado    | geslaagd                                        | 30 april 1939     | 337       |
| Aghios Nicolaos                         | Revisionistisch zionist Baruch Konfino                                           | 20 april 1939     | Bulgarije      | geslaagd                                        | 18 mei 1939       | 600       |
| Liesel                                  | Betar                                                                            | 17 mei 1939       | Roemenië       | onderschept                                     | 3 juni 1939       | 906       |
| Colorado                                | HeHalutz                                                                         | 19 mei 1939       | Joegoslavië    | overgestapt op de Atrato                        | 20 mei 1939       | 379       |
| Atrato                                  | HeHalutz                                                                         | 20 mei 1939       | de Colorado    | onderschept                                     | 28 mei 1939       | 430       |
| Kraljica Marija                         | Betar                                                                            | 27 mei 1939       | Bulgarije      | geslaagd                                        | 8 juni 1939       | 350       |
| Frossoula                               | Revisionistisch zionist Avraham Stavsky                                          | 29 mei 1939       | Roemenië       | overgestapt op de Tiger Hill                    | 29 augustus 1939  | 658       |
| Dimitrios                               | Betar                                                                            | mei 1939          | de Aghia Zoni  | geslaagd                                        | 7 juni 1939       | 244       |
| Marsis                                  | Betar                                                                            | 16 juni 1939      | de Astir       | onderschept                                     | 28 juni 1939      | 724       |
| Las Perlas                              | Privé-onderneming                                                                | juni 1939         | Roemenië       | onderschept                                     | 1 juli 1939       | 370       |
| Aghios Nicolaos                         | Revisionistisch zionist William R. Perl                                          | juni 1939         | Bulgarije      | geslaagd                                        | 3 juli 1939       | 693       |
| Rim                                     | Betar                                                                            | 26 juni 1939      | Roemenië       | schipbreuk                                      | 3 juli 1939       | 570       |
| Parita                                  | HaTzohar                                                                         | 13 juli 1939      | Roemenië       | gestrand en ingerekend                          | 23 augustus 1939  | 724       |
| Colorado                                | HeHalutz                                                                         | 14 juli 1939      | Bulgarije      | onderschept                                     | 28 juli 1939      | 378       |
| Dora                                    | Mossad Le'Aliyah Bet                                                             | 19 juli 1939      | Nederland      | geslaagd                                        | 12 augustus 1939  | 480       |
| Rudnitchar                              | Betar                                                                            | 1 augustus 1939   | Bulgarije      | geslaagd                                        | 18 augustus 1939  | 305       |
| Tiger Hill                              | Mossad Le'Aliyah Bet                                                             | 3 augustus 1939   | Roemenië       | gestrand en ingerekend                          | 1 september 1939  | 1417      |
| Aghios Nicolaos                         | Revisionistisch zionist William R. Perl                                          | 8 augustus 1939   | Roemenië       | geslaagd                                        | 19 augustus 1939  | 809       |
| Syros                                   | Revisionistisch zionist Avraham Stavsky                                          | augustus 1939     | Italië         | geslaagd na toestemming om te reizen over land  | 14 augustus 1939  | 593       |
| Tripoli                                 | Revisionistisch zionist Avraham Stavsky                                          | augustus 1939     | ?              | geslaagd na toestemming om te reizen over land  | augustus 1939     | 700       |
| Krotova                                 | Revisionistisch zionist Avraham Stavsky                                          | 20 augustus 1939  | Bulgarije      | ?                                               | ?                 | 650       |
| Noemijulia                              | Betar & Zentralstelle für jüdische Auswanderung                                  | 29 augustus 1939  | Roemenië       | onderschept                                     | 19 september 1939 | 1136      |
| Rudnitchar                              | Betar & Zentralstelle für jüdische Auswanderung                                  | 30 augustus 1939  | Bulgarije      | geslaagd                                        | 19 september 1939 | 368       |
| Rudnitchar                              | Betar & Zentralstelle für jüdische Auswanderung                                  | 27 oktober 1939   | Bulgarije      | geslaagd                                        | 14 november 1939  | 457       |
| Rudnitchar                              | Revisionistisch zionist Baruch Konfino & Zentralstelle für jüdische Auswanderung | 26 december 1939  | Bulgarije      | geslaagd                                        | 8 januari 1940    | 505       |
| Hilda                                   | Mossad Le'Aliyah Bet & Zentralstelle für jüdische Auswanderung                   | 8 januari 1940    | Bulgarije      | onderschept                                     | 24 januari 1940   | 729       |
| Sakarya                                 | HaTzohar & Zentralstelle für jüdische Auswanderung                               | 1 februari 1940   | Bulgarije      | onderschept                                     | 13 februari 1940  | 2385      |
| Libertad                                | Revisionistisch zionist Baruch Konfino                                           | mei 1940          | Bulgarije      | onderschept                                     | 18 juli 1940      | 380       |
| Pentcho                                 | HaTzohar                                                                         | 21 september 1940 | Roemenië       | schipbreuk                                      | 9 oktober 1940    | 514       |
| Atlantic                                | Mossad Le'Aliyah Bet & Zentralstelle für jüdische Auswanderung                   | 7 oktober 1940    | Roemenië       | onderschept                                     | 24 november 1940  | 1771      |
| Pacific                                 | Mossad Le'Aliyah Bet & Zentralstelle für jüdische Auswanderung                   | 11 oktober 1940   | Roemenië       | onderschept                                     | 1 november 1940   | 1000      |
| Milos                                   | Mossad Le'Aliyah Bet & Zentralstelle für jüdische Auswanderung                   | 19 oktober 1940   | Roemenië       | onderschept                                     | 3 november 1940   | 880       |
| Salvador                                | Revisionistisch zionist Baruch Konfino                                           | 3 december 1940   | Bulgarije      | schipbreuk                                      | 12 december 1940  | 352       |
| Darien II                               | Mossad Le'Aliyah Bet                                                             | 19 februari 1941  | Roemenië       | onderschept                                     | 19 maart 1941     | 728       |
| Hainarul                                | Privé-onderneming                                                                | april 1941        | Roemenië       | schipbreuk                                      | april 1941        | 19        |
| Crai Nou                                | Privé-onderneming                                                                | mei 1941          | Roemenië       | over land vanuit Selefke                        | 21 juni 1941      | 12        |
| Stroema                                 | HaTzohar & Betar                                                                 | 12 december 1941  | Roemenië       | gezonken                                        | 16 december 1941  | 781       |
| Euxenia                                 | Privé-onderneming                                                                | 1942              | Roemenië       | schipbreuk                                      | april 1942        | 13        |
| Mihai                                   | Privé-onderneming                                                                | 14 maart 1942     | Roemenië       | over land vanuit Istanboel                      | 8 mei 1942        | 19        |
| Mircea                                  | Privé-onderneming                                                                | 10 april 1942     | Roemenië       | over land                                       | 20 mei 1942       | 34        |
| Dor de Val                              | Privé-onderneming                                                                | april 1942        | Roemenië       | schipbreuk                                      | juli 1942         | 20        |
| Dora                                    | Privé-onderneming                                                                | augustus 1942     | Roemenië       | schipbreuk                                      | 16 september 1942 | 15        |
| Europa                                  | Privé-onderneming                                                                | 20 september 1942 | Roemenië       | schipbreuk                                      | 1942              | 21        |
| Viitorul                                | Privé-onderneming                                                                | 21 september 1942 | Roemenië       | schipbreuk                                      | 4 oktober 1942    | 120       |
| Lily                                    | Mossad Le'Aliyah Bet                                                             | juli 1943         | Turkije        | over land                                       | juli 1943         | 30        |
| Milka                                   | Mossad Le'Aliyah Bet                                                             | 24 maart 1944     | Roemenië       | over land                                       | 30 maart 1944     | 239       |
| Maritza                                 | Mossad Le'Aliyah Bet                                                             | 4 april 1944      | Roemenië       | over land                                       | 12 april 1944     | 244       |
| Belasitza                               | Mossad Le'Aliyah Bet                                                             | 21 april 1944     | Roemenië       | over land                                       | april 1944        | 273       |
| Milka                                   | Mossad Le'Aliyah Bet                                                             | 27 april 1944     | Roemenië       | over land                                       | 4 mei 1944        | 271       |
| Maritza                                 | Mossad Le'Aliyah Bet                                                             | 15 mei 1944       | Roemenië       | over land                                       | 22 mei 1944       | 318       |
| Kazbek                                  | Mossad Le'Aliyah Bet                                                             | juli 1944         | Roemenië       | over land                                       | 9 juli 1944       | 735       |
| Morina                                  | Mossad Le'Aliyah Bet                                                             | 3 augustus 1944   | Roemenië       | over land                                       | 6 augustus 1944   | 308       |
| Bulbul                                  | Mossad Le'Aliyah Bet                                                             | 3 augustus 1944   | Roemenië       | over land                                       | 8 augustus 1944   | 390       |
| Mefkure                                 | Mossad Le'Aliyah Bet                                                             | 3 augustus 1944   | Roemenië       | gezonken                                        | 5 augustus 1944   | 320       |
| Salah el-din                            | Mossad Le'Aliyah Bet                                                             | augustus 1944     | Roemenië       | over land                                       | augustus 1944     | 547       |
| MeTarikure                              | Mossad Le'Aliyah Bet                                                             | 1944              | Roemenië       | over land                                       | december 1944     | 958       |
| Dalin                                   | Mossad Le'Aliyah Bet                                                             | 21 augustus 1945  | Italië         | geslaagd                                        | 28 augustus 1945  | 37        |
| Natan                                   | Mossad Le'Aliyah Bet                                                             | 27 augustus 1945  | Italië         | geslaagd                                        | 4 september 1945  | 73        |
| Gabriela                                | Mossad Le'Aliyah Bet                                                             | 2 september 1945  | Griekenland    | geslaagd                                        | 9 september 1945  | 40        |
| Peter                                   | Mossad Le'Aliyah Bet                                                             | 12 september 1945 | Italië         | geslaagd                                        | 17 september 1945 | 171       |
| Natan                                   | Mossad Le'Aliyah Bet                                                             | 24 september 1945 | Italië         | geslaagd                                        | 1 oktober 1945    | 73        |
| Peter                                   | Mossad Le'Aliyah Bet                                                             | 15 oktober 1945   | Italië         | geslaagd                                        | 22 oktober 1945   | 174       |
| Berl Katznelson                         | Mossad Le'Aliyah Bet                                                             | 16 november 1945  | Griekenland    | onderschept                                     | 23 november 1945  | 211       |
| Hannah Szenes                           | Mossad Le'Aliyah Bet                                                             | 14 december 1945  | Italië         | geslaagd                                        | 25 december 1945  | 252       |
| Enzo Sereni                             | Mossad Le'Aliyah Bet                                                             | 7 januari 1946    | Italië         | onderschept                                     | 17 januari 1946   | 908       |
| Wingate                                 | Mossad Le'Aliyah Bet                                                             | 13 maart 1946     | Italië         | onderschept                                     | 25 maart 1946     | 238       |
| Tel Hai                                 | Mossad Le'Aliyah Bet                                                             | 16 maart 1946     | Frankrijk      | onderschept                                     | 27 maart 1946     | 736       |
| Max Nordau                              | Mossad Le'Aliyah Bet                                                             | 7 mei 1946        | Roemenië       | onderschept                                     | 14 mei 1946       | 1633      |
| Dov Hoz                                 | Mossad Le'Aliyah Bet                                                             | 8 mei 1946        | Italië         | geslaagd na toestemming                         | 13 mei 1946       | 675       |
| Eliahu Golomb                           | Mossad Le'Aliyah Bet                                                             | 8 mei 1946        | Italië         | geslaagd na toestemming                         | 13 mei 1946       | 339       |
| Haviva Reik                             | Mossad Le'Aliyah Bet                                                             | 28 mei 1946       | Griekenland    | onderschept                                     | 8 juni 1946       | 462       |
| Josiah Wedgwood                         | Mossad Le'Aliyah Bet                                                             | 20 juni 1946      | Italië         | onderschept                                     | 26 juni 1946      | 1257      |
| HaChayal HaIvri                         | Mossad Le'Aliyah Bet                                                             | 14 juli 1946      | België         | onderschept                                     | 31 juli 1946      | 512       |
| Balboa                                  | Mossad Le'Aliyah Bet                                                             | 20 juli 1946      | Frankrijk      | overgestapt op de Biriah                        | 24 juli 1946      | 999       |
| Biriah                                  | Mossad Le'Aliyah Bet                                                             | 22 juli 1946      | de Balboa      | onderschept                                     | 1 augustus 1946   | 999       |
| Haganah (voorheen Balboa)               | Mossad Le'Aliyah Bet                                                             | 24 juli 1946      | Joegoslavië    | onderschept                                     | 29 juli 1946      | 2678      |
| Yagur                                   | Mossad Le'Aliyah Bet                                                             | 29 juli 1946      | Frankrijk      | onderschept                                     | 11 augustus 1946  | 754       |
| Henrietta Szold                         | Mossad Le'Aliyah Bet                                                             | 30 juli 1946      | Griekenland    | onderschept                                     | 12 augustus 1946  | 546       |
| Katriel Jaffe                           | Mossad Le'Aliyah Bet                                                             | 31 juli 1946      | Italië         | onderschept                                     | 13 augustus 1946  | 604       |
| Kaf Gimel Yordei HaSira                 | Mossad Le'Aliyah Bet                                                             | 2 augustus 1946   | Italië         | onderschept                                     | 15 augustus 1946  | 790       |
| Amiram Shochat                          | Mossad Le'Aliyah Bet                                                             | 6 augustus 1946   | Italië         | geslaagd                                        | 16 augustus 1946  | 183       |
| Arba Cheruyot (voorheen Dov Hoz)        | Mossad Le'Aliyah Bet                                                             | 23 augustus 1946  | Italië         | onderschept                                     | 2 september 1946  | 1024      |
| Palmach                                 | Mossad Le'Aliyah Bet                                                             | 11 september 1946 | Italië         | onderschept                                     | 22 september 1946 | 611       |
| Bracha Fuld (voorheen Eliahu Golomb)    | Mossad Le'Aliyah Bet                                                             | 9 oktober 1946    | Italië         | onderschept                                     | 20 oktober 1946   | 806       |
| Latrun                                  | Mossad Le'Aliyah Bet                                                             | 19 oktober 1946   | Frankrijk      | onderschept                                     | 1 november 1946   | 1279      |
| HaKedosha                               | Mossad Le'Aliyah Bet                                                             | 8 november 1946   | Joegoslavië    | gezonken                                        | 9 november 1946   | 600       |
| Knesset Israel                          | Mossad Le'Aliyah Bet                                                             | 8 november 1946   | Joegoslavië    | onderschept                                     | 25 november 1946  | 3836      |
| Rafiah                                  | Mossad Le'Aliyah Bet                                                             | 26 november 1946  | Joegoslavië    | gezonken                                        | 5 december 1946   | 785       |
| LaNegev                                 | Mossad Le'Aliyah Bet                                                             | 18 januari 1947   | Frankrijk      | onderschept                                     | 9 februari 1947   | 647       |
| Haim Arlosoroff                         | Mossad Le'Aliyah Bet                                                             | 24 januari 1947   | Zweden         | onderschept                                     | 27 februari 1947  | 1348      |
| HaMapil HaAlmoni                        | Mossad Le'Aliyah Bet                                                             | 3 februari 1947   | Frankrijk      | onderschept                                     | 17 februari 1947  | 794       |
| Ben Hecht                               | Etsel                                                                            | 1 maart 1947      | Frankrijk      | onderschept                                     | 9 maart 1947      | 597       |
| Shabtai Luzinsky                        | Mossad Le'Aliyah Bet                                                             | 4 maart 1947      | Italië         | geslaagd                                        | 12 maart 1947     | 825       |
| Moledet                                 | Mossad Le'Aliyah Bet                                                             | 23 maart 1947     | Italië         | onderschept                                     | 29 maart 1947     | 1568      |
| Theodor Herzl                           | Mossad Le'Aliyah Bet                                                             | 2 april 1947      | Frankrijk      | onderschept                                     | 13 april 1947     | 2620      |
| Shear Yashuv                            | Mossad Le'Aliyah Bet                                                             | 7 april 1947      | Italië         | onderschept                                     | 23 april 1947     | 773       |
| HaTikva                                 | Mossad Le'Aliyah Bet                                                             | 8 mei 1947        | Italië         | onderschept                                     | 17 mei 1947       | 1414      |
| Yehuda Halevi                           | Mossad Le'Aliyah Bet                                                             | 11 mei 1947       | Frans-Algerije | onderschept                                     | 31 mei 1947       | 399       |
| Mordei HaGetaot                         | Mossad Le'Aliyah Bet                                                             | 13 mei 1947       | Italië         | onderschept                                     | 24 mei 1947       | 1457      |
| Exodus 1947                             | Mossad Le'Aliyah Bet                                                             | 11 juli 1947      | Frankrijk      | onderschept                                     | 18 juli 1947      | 4530      |
| Shivat Zion                             | Mossad Le'Aliyah Bet                                                             | 16 juli 1947      | Frans-Algerije | onderschept                                     | 28 juli 1947      | 411       |
| Yod Dalet Halalei Gesher Aziv           | Mossad Le'Aliyah Bet                                                             | 17 juli 1947      | Italië         | onderschept                                     | 28 juli 1947      | 690       |
| Af Al Pi Chen                           | Mossad Le'Aliyah Bet                                                             | 15 september 1947 | Italië         | onderschept                                     | 27 september 1947 | 441       |
| Medinat HaYehudim                       | Mossad Le'Aliyah Bet                                                             | 26 september 1947 | Bulgarije      | onderschept                                     | 2 oktober 1947    | 2664      |
| Geulah                                  | Mossad Le'Aliyah Bet                                                             | 26 september 1947 | Bulgarije      | onderschept                                     | 2 oktober 1947    | 1388      |
| Aliyah (voorheen Peter)                 | Mossad Le'Aliyah Bet                                                             | 5 november 1947   | Italië         | geslaagd                                        | 15 november 1947  | 182       |
| Kadima                                  | Mossad Le'Aliyah Bet                                                             | 5 november 1947   | Italië         | onderschept                                     | 16 november 1947  | 794       |
| HaPortzim                               | Mossad Le'Aliyah Bet                                                             | 22 november 1947  | Frankrijk      | geslaagd                                        | 4 december 1947   | 174       |
| Lo Tafchidunu                           | Mossad Le'Aliyah Bet                                                             | 11 december 1947  | Italië         | onderschept                                     | 22 december 1947  | 853       |
| Kaf Tet Be'November                     | Mossad Le'Aliyah Bet                                                             | 14 december 1947  | Frankrijk      | onderschept                                     | 28 december 1947  | 680       |
| HaUmot HaMeuhadot                       | Mossad Le'Aliyah Bet                                                             | 24 december 1947  | Italië         | geslaagd                                        | 1 januari 1948    | 537       |
| Atzma'ut                                | Mossad Le'Aliyah Bet                                                             | 27 december 1947  | Bulgarije      | onderschept                                     | 1 januari 1948    | 7612      |
| Kibbutz Galuyot                         | Mossad Le'Aliyah Bet                                                             | 27 december 1947  | Bulgarije      | onderschept                                     | 1 januari 1948    | 7557      |
| Lamed Heh Giborei Gush Etzion           | Mossad Le'Aliyah Bet                                                             | 17 januari 1948   | Italië         | onderschept                                     | 31 januari 1948   | 273       |
| Yerushaliyim Hanezura                   | Mossad Le'Aliyah Bet                                                             | 3 februari 1948   | Italië         | onderschept                                     | 12 februari 1948  | 679       |
| Lekommemiyut                            | Mossad Le'Aliyah Bet                                                             | 8 februari 1948   | Frankrijk      | onderschept                                     | 20 februari 1948  | 696       |
| Bonim VeLochamim (voorheen Enzo Sereni) | Mossad Le'Aliyah Bet                                                             | 18 februari 1948  | Joegoslavië    | onderschept                                     | 28 februari 1948  | 982       |
| Yehiam                                  | Mossad Le'Aliyah Bet                                                             | 10 maart 1948     | Italië         | onderschept                                     | 29 maart 1948     | 785       |
| Tirat Zvi                               | Mossad Le'Aliyah Bet                                                             | 3 april 1948      | Italië         | onderschept                                     | 12 april 1948     | 798       |
| Mishmar HaEmek                          | Mossad Le'Aliyah Bet                                                             | 14 april 1948     | Italië         | onderschept                                     | 24 april 1948     | 782       |
| Nakhshon                                | Mossad Le'Aliyah Bet                                                             | 14 april 1948     | Italië         | onderschept                                     | 26 april 1948     | 530       |
| Le’Nitzachon                            | Mossad Le'Aliyah Bet                                                             | 8 mei 1948        | Italië         | geslaagd na onafhankelijkheid                   | 17 mei 1948       | 189       |
| Medinat Yisrael                         | Mossad Le'Aliyah Bet                                                             | 8 mei 1948        | Italië         | geslaagd na onafhankelijkheid                   | 17 mei 1948       | 243       |
| Krav Emek Ayalon                        | Mossad Le'Aliyah Bet                                                             | 20 mei 1948       | Frankrijk      | geslaagd na onafhankelijkheid                   | 29 mei 1948       | 706       |
| Altalena                                | Etsel                                                                            | 13 juni 1948      | Frankrijk      | geslaagd na onafhankelijkheid                   | 22 juni 1948      | 930       |
| Mala                                    | Mossad Le'Aliyah Bet                                                             | juli 1948         | Frankrijk      | geslaagd na onafhankelijkheid                   | 11 juli 1948      | 1200      |